# Trésor de Saint-Jean-du-Doigt
Le trésor de Saint-Jean-du-Doigt est un ensemble de pièces d'orfèvrerie fabriquées entre les XVe siècle et XVIIIe siècle, vouées au culte catholique et affectées à l’église Saint-Jean-Baptiste de Saint-Jean-du-Doigt, dans le Finistère.
On trouve dans ce trésor 17 pièces, toutes protégées au titre des monuments historiques, dont :
- le buste-reliquaire de saint Mériadec, datant du XVe siècle ;
- le bras-reliquaire de saint Maudet, datant du XVIe siècle, attribué à Jehan Grahant ;
- le reliquaire contenant le doigt de saint Jean-Baptiste, faisant l'objet d'un pèlerinage, datant du XVIe siècle ;
- un calice et sa patène, réalisés par Guillaume Floch, datant du premier quart du XVIe siècle.

La qualité de ces pièces, réalisées pour la plupart à Morlaix et parmi les plus remarquables de Bretagne, a amené à de nombreuses interrogations et légendes quant à leur provenance, certaines impliquant notamment Anne de Bretagne.

## Histoire du trésor
L'histoire générale du trésor est détaillée dans cette section. Les éléments d'histoire concernant les différentes pièces sont repris et détaillés dans leurs sections respectives.

### Origine
Les 17 pièces qui constituent le trésor ne permettent pas d'en connaître l'origine. Selon Henri Bourde de La Rogerie, les comptes entre 1553 et 1790 ne permettent pas de résoudre la provenance des différentes pièces du trésor.
La relique du doigt de saint Jean-Baptiste va donner à Saint-Jean-du-Doigt son nom actuel, ainsi que son émancipation de Plougasnou. Une église y existe déjà et une relique lui est déjà rattachée, celle de saint Mériadec, depuis une date inconnue. Les dates se précisent au XVe siècle : Jean de Mauléon fait mention de « Saint Mériadec » pour désigner le lieu à l'occasion d'un don fait pour un reliquaire destiné à mettre en valeur un doigt de saint Jean-Baptiste. En 1636 est mentionnée « l'église Saint Jehan Traoun-Meriadec, dite communément Sant Jan ar Bis », que l'on traduit par Saint-Jean-du-Doigt en français.
L'origine des pièces du trésor s'étend sur plusieurs décennies, avec des datations plus ou moins précises. La pièce la plus ancienne est la cuve baptismale en plomb, datée de la fin du XVe siècle. Les reliquaires de saint Jean-Baptiste, de saint Mériadec et de saint Maudet sont tous trois du début du XVIe siècle, le grand calice, une croix de procession et un autre calice du milieu du XVIe siècle, puis, pour le reste des pièces, des XVIIe et XVIIIe siècles.

La légende veut que les belles pièces aient été données par Anne de Bretagne qui fit un pèlerinage à Saint-Jean-du-Doigt,,, : 

« sa Majesté donna le Cristal où la sainte Relique fut enchassée, un grand calice d'argent doré, des Orceux, Chandeliers & Encensoir d'argent blanc, aux Armes de France et Bretagne, qui furent vendus pour survenir aux frais de la guerre contre les Huguenots Admiralistes et de plus, designa une somme annuelle pour ayder au bastiment de ladite Eglise, jusques à son entière perfection & accomplissement »

— Albert le Grand, Les Vies des saints de la Bretagne Armorique
Cependant, ce pèlerinage n'est pas expressément mentionné par Alain Bouchart, chroniqueur contemporain de la reine. Pour Yves-Pascal Castel, la véracité du récit, par la suite fortement enjolivé par Albert Le Grand, est à mettre en doute.

### Guerres de la Ligue

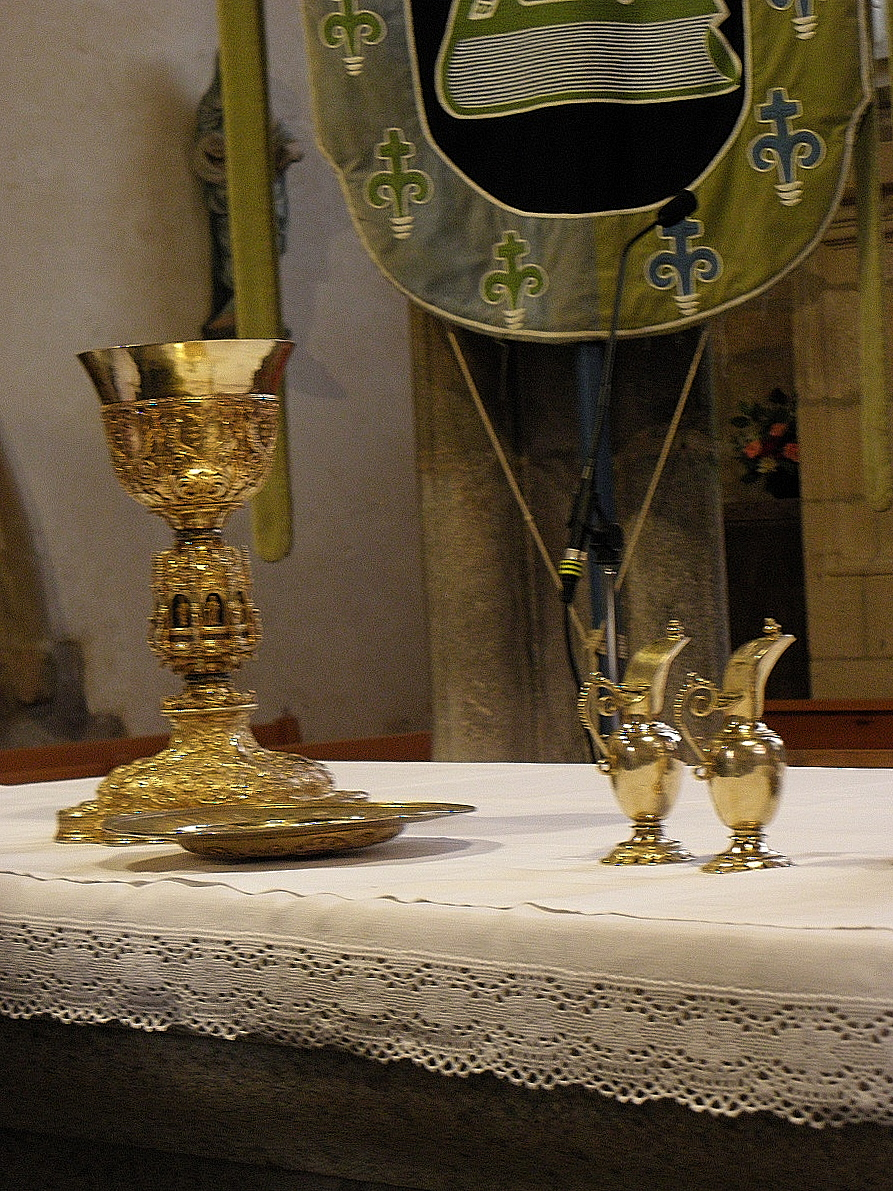
Présentation des pièces du trésor, présenté lors du pardon.

Lors de la seconde moitié du XVIe siècle, les troubles entre catholiques et protestants mettent en péril le trésor, ce qui est aussi une occasion de le voir mentionné. En 1595, une cache est aménagée par le gouverneur de l'église aidé d'un maçon. La cache n'est pas suffisante et le trésor est transféré au château du Taureau en baie de Morlaix. Des frais sont engagés pour le trésor, mais également pour les soldats en garnison dans le château. Certaines pièces sont mises en gage pour subvenir aux frais, probablement à Morlaix. Quelques pièces sont cependant conservées à Saint-Jean-du-Doigt pour permettre l'exercice du culte. Elles sont parfois profanées, ce qui oblige à des voyages destinés à les emmener faire bénir à Tréguier ou Saint-Pol-de-Léon.
La paix revenue, le trésor semble revenir à Saint-Jean-du-Doigt comme le mentionne un inventaire effectué le 7 avril 1607. Il y est fait mention des trois reliquaires qui ont donc survécu aux troubles, ainsi que de sept calices. Yves-Pascal Castel se questionne sur le fait que le grand calice de Guillaume Floch, remarquable, ait à cette date réintégré le trésor car il n'en est pas fait de mention particulière. Il s'interroge également sur les autres calices, le calice de Floch étant le seul existant à cette date qui soit toujours dans le trésor. Un autre inventaire, établi le 18 août 1627, fait mention d'un ciboire en étain doré, que Castel analyse comme étant un remplaçant à peu de frais d'un ciboire en argent disparu. Albert Le Grand et Jacques Cambry estiment tous deux que certaines pièces manquent, car vendues lors de ces guerres de religion,.
Henri Bourde de La Rogerie cite quelques pièces absentes, telles qu'une image de saint-Jean en argent, deux custodes en argent, et une lampe en argent donnée vers 1640.

### De la Révolution française à nos jours

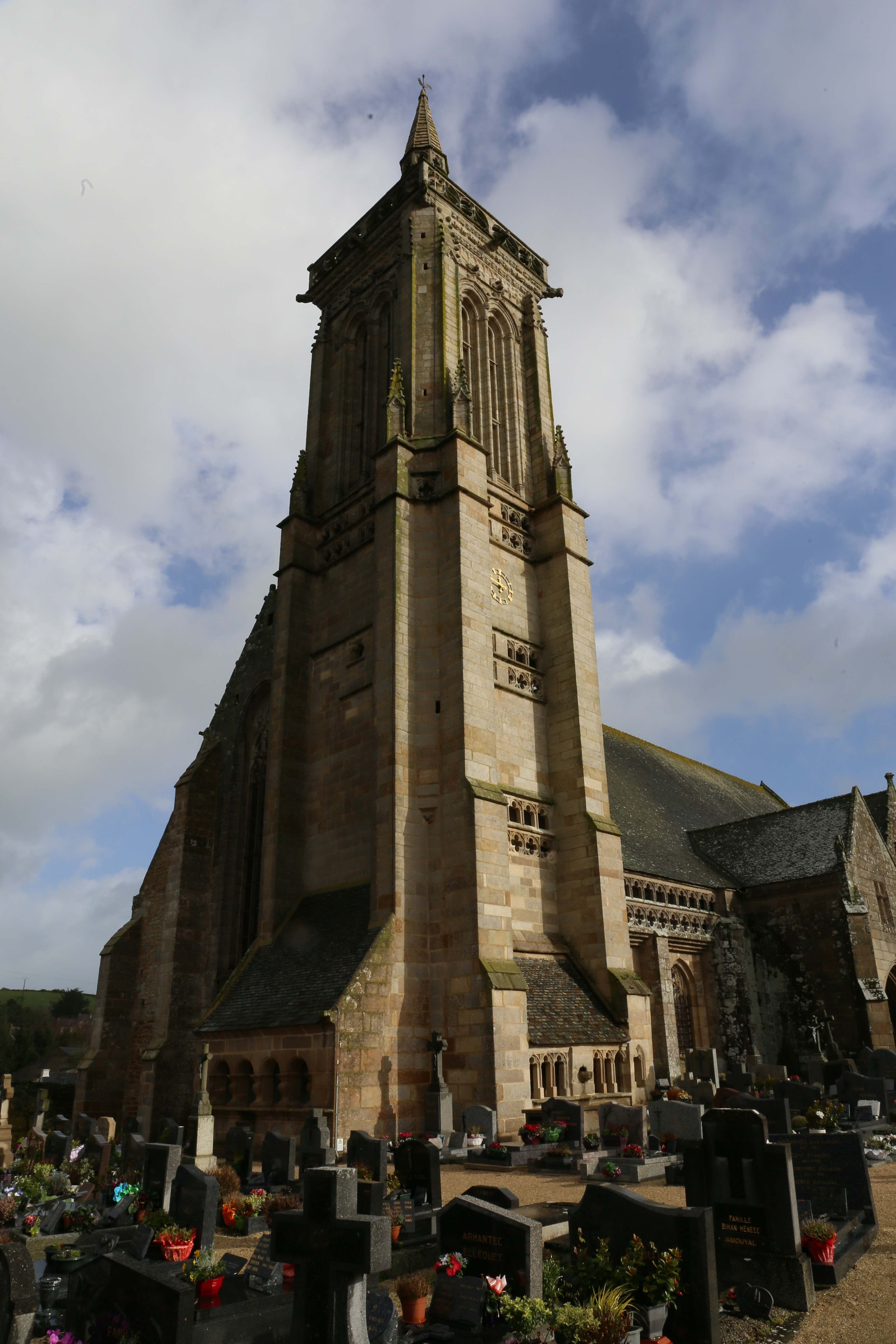
Église Saint Jean-Baptiste de Saint-Jean-du-Doigt.

Lors de la Révolution française, il est demandé dès le 12 octobre 1789 aux collectivités et citoyens de faire don d'objets en or et argent non indispensables. Le trésor semble échapper aux ponctions, mais les registres de la Monnaie de Nantes sont manquantes pour Saint-Jean-du-Doigt. Dans le département, les dons n'étant pas très élevés, certains citoyens pressent voire pillent les trésors religieux. En réponse, début octobre 1794, Jacques Cambry, membre du conseil du département du Finistère, visite la paroisse afin de voir ses ressources. Accompagné de soldats, il rapporte dans son Voyage en Finistère l'accueil qui lui est fait par les habitants : ceux-ci sont à genoux et terrorisés à l'idée qu'on leur retire leurs reliques et les belles pièces du trésor. Cambry reconnaît la valeur inestimable des pièces du trésor et ne ponctionne pas la paroisse.
Prosper Mérimée visite le trésor en 1836 et remarque plusieurs pièces, tout en faisant des suppositions quant à leur provenance, attribuant les pièces très approximativement à des maîtres italiens. À la fin du XIXe siècle, quelques pièces du trésor attirent l'attention des services des monuments historiques. La croix de procession et deux calices (no 1 et no 2) seront les premiers objets protégés du Finistère, figurant sur la liste des monuments historiques protégés en 1893, la première ouverte aux objets. Le ciboire est classé le 5 décembre 1911. Les trois reliquaires sont classés le 14 juin 1898. En 1955 et 1958, Pierre-Marie Auzas fait protéger sept objets, les cinq derniers étant protégés en 1963.
Le trésor est le premier du département à être présenté de manière permanente au public. Une vitrine d'exposition est envisagée dès 1911, un devis et financement proposés en 1914, mais est annulé du fait de la survenue de la Grande guerre. À la fin du conflit, l'idée de vitrine réapparaît en 1926, mais la commune refuse de prendre en charge la construction faute de moyens. Il est alors proposé par Jean Verrier, alors inspecteur général des monuments historiques, que l'État prenne l'intégralité du financement du coffre à sa charge du fait de l'importance patrimoniale du trésor. Cela est fait, et le coffre est installé dans un enfeu du mur nord de l'église.
Jean Babelon dans son livre L'orfèvrerie française (1946), présente le grand calice comme une pièce célèbre de l'orfèvrerie du XVIe siècle.

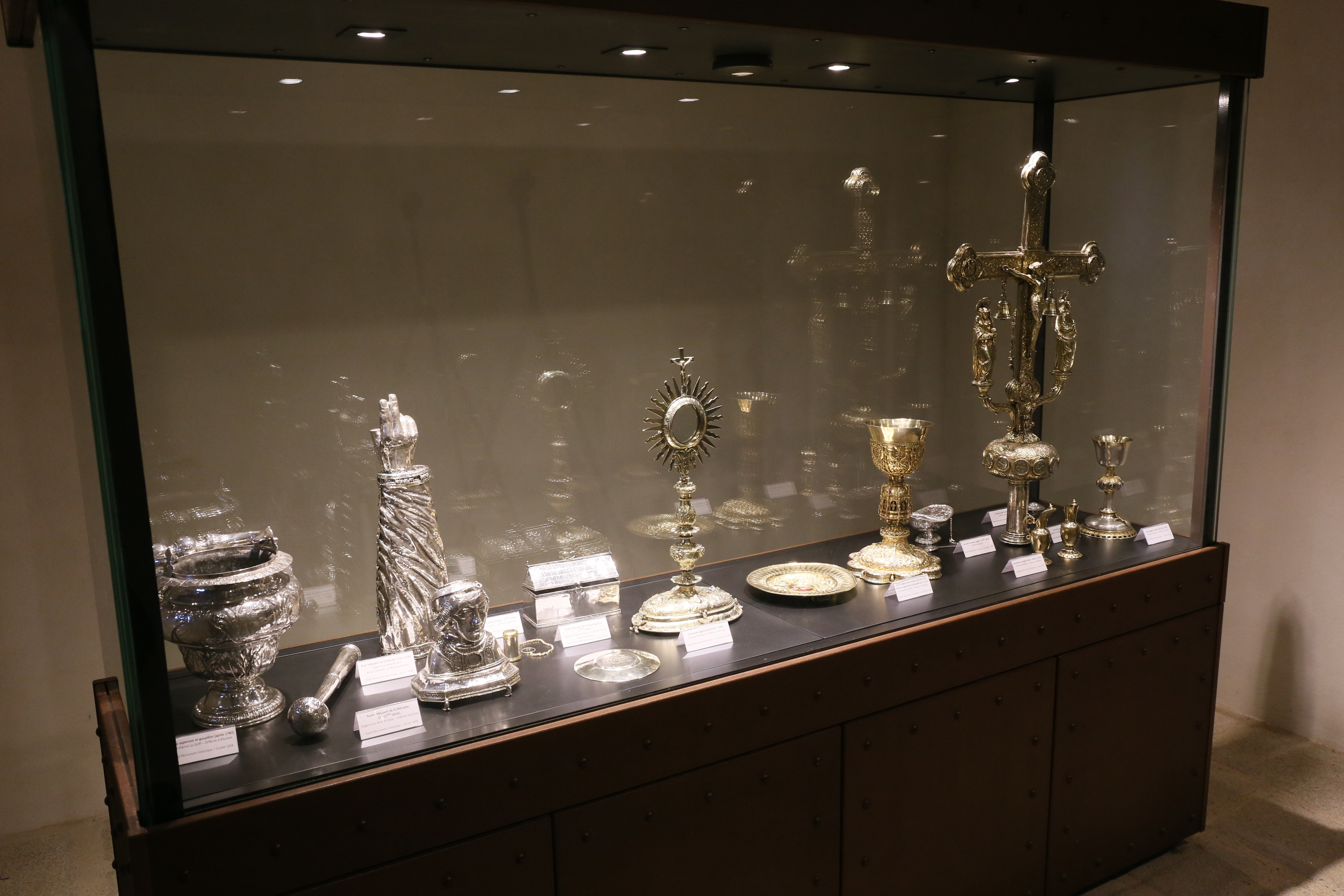
Vitrine du trésor de Saint-Jean-du-Doigt.

Une tentative de vol a lieu la nuit du 15 au 16 mars 1949, que la vitrine empêche. L'incendie qui ravage l'église la nuit du 5 au 6 novembre 1955 rend inutilisable le coffre, qui a malgré tout protégé les pièces. Cependant, le ciboire réalisé par Thomas Maillard (classé en 1911) disparaît dans l'incendie.
Une nouvelle vitrine est envisagée, mais jamais réalisée faute de crédits ; les pièces sont conservées « en divers lieux sûrs ». Le trésor n'est alors exposé que lors du pardon de la fête de la saint Jean.
Les restaurations du trésor sont confiées « traditionnellement aux maisons de la capitale ». Cependant, la dernière restauration est effectuée en juin 2013 par l'orfèvre Christophe Évellin, de Rennes.
Depuis décembre 2015, le trésor jusqu'alors conservé dans un coffre de banque à Morlaix, est de nouveau exposé dans une vitrine.

## Le trésor
Pierre-Marie Auzas recense 17 pièces dans le trésor.

### Buste reliquaire de saint Mériadec

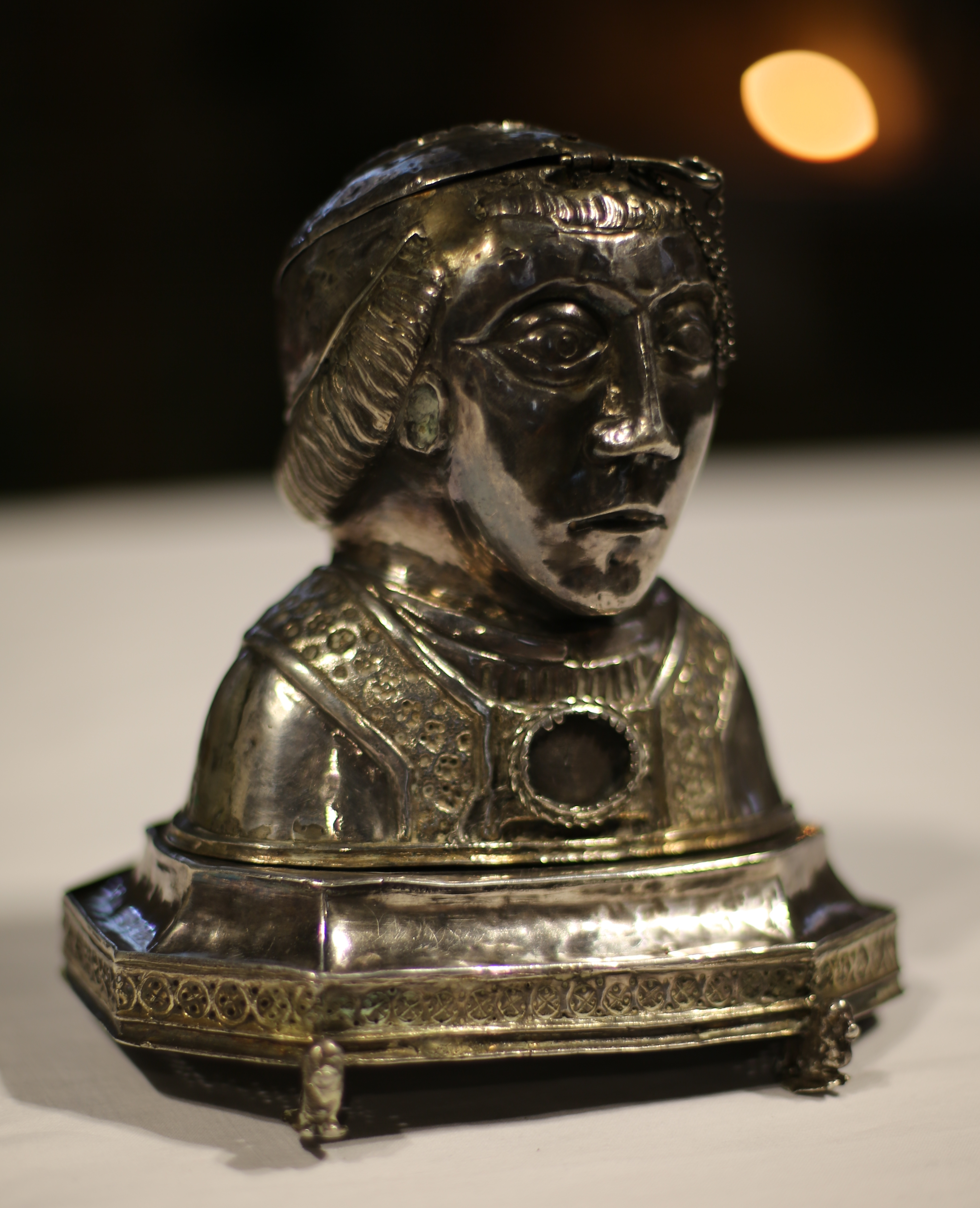
Buste reliquaire de saint Mériadec, avant restauration.

#### Description
Le buste reliquaire est composé de deux parties, le socle et le buste à proprement parler, contenant la relique. Il est en argent repoussé, ciselé, repercé et fondu, avec quelques traces de dorure. Il mesure 17,6 centimètre de long, 12,8 centimètres de large pour 21 centimètres de haut.
Le socle est une base rectangulaire aux angles abattus, rehaussé d'une frise de rosaces repercées surmonté d'une gorge. Il repose sur quatre lions accroupis, symbolisant la vigilance et la protection de la relique contre les voleurs.
Le buste représente un visage aux globes oculaires dilatés. Castel estime que ce « n'est pas du meilleur travail de sculpture ». La tête, imberbe, présente une ouverture avec charnière sur le crâne. Une seconde ouverture est réalisée dans la première, permettant de voir la relique ; la loupe est manquante en 1982.
Le buste du saint est réalisé « à l'économie  » à l'aide d'une seule bouterolle, dont le maniement permet de créer plusieurs motifs. Les épaules étroites sont habillées d'une chape serrée, dont le centre possède un emplacement pour un motif, manquant en 1982.

#### Historique

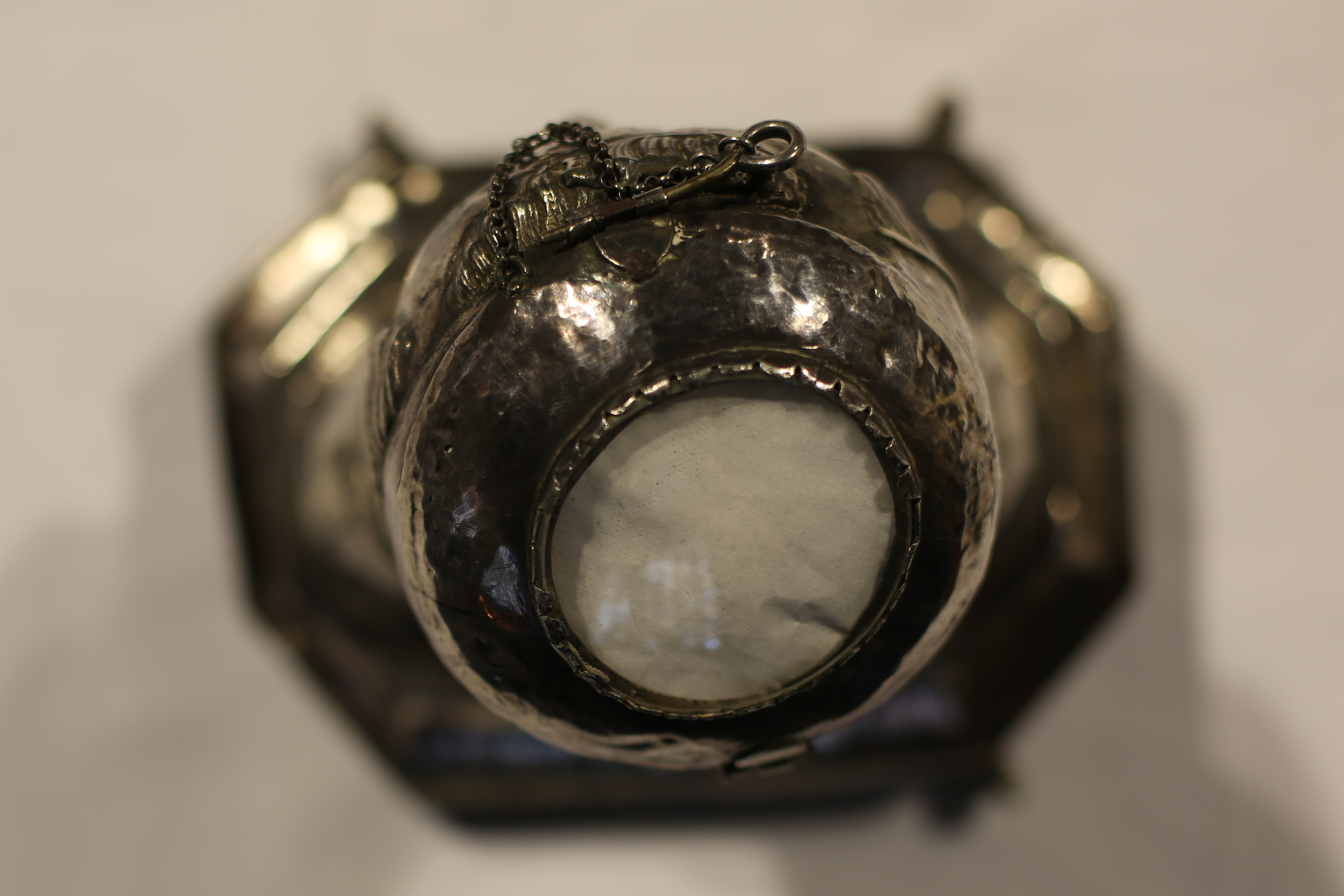
Vue du dessus du buste reliquaire, avant restauration.

Le buste reliquaire est réalisé durant une période estimée entre la fin du XVe siècle, et le début du XVIe siècle. N'ayant pas de poinçons visibles, l'orfèvre qui l'a réalisé est inconnu.
Mentionné la première fois dans l'inventaire de 1607, le buste reliquaire est classé au titre objet des monuments historiques en 1898. Il est exposé à Vannes en 1961.
La restauration effectuée en juin 2013 permet de constater que certains éléments du reliquaire sont dorés. Un des pieds arrière qui avait disparu, rendant le reliquaire bancal, est refait par une fonte d'argent. Le fermoir en fer de l'opercule est remplacé par une pièce en argent. Le reliquaire tient sur son socle grâce à deux goupilles, une nouvelle goupille est fabriquée pour remplacer le trombone qui maintenait la pièce en place. La relique reçoit un nouveau sac en coton, la chape sur le buste reçoit une nouvelle loupe à l’emplacement du motif manquant.

### Bras reliquaire de Saint Maudet

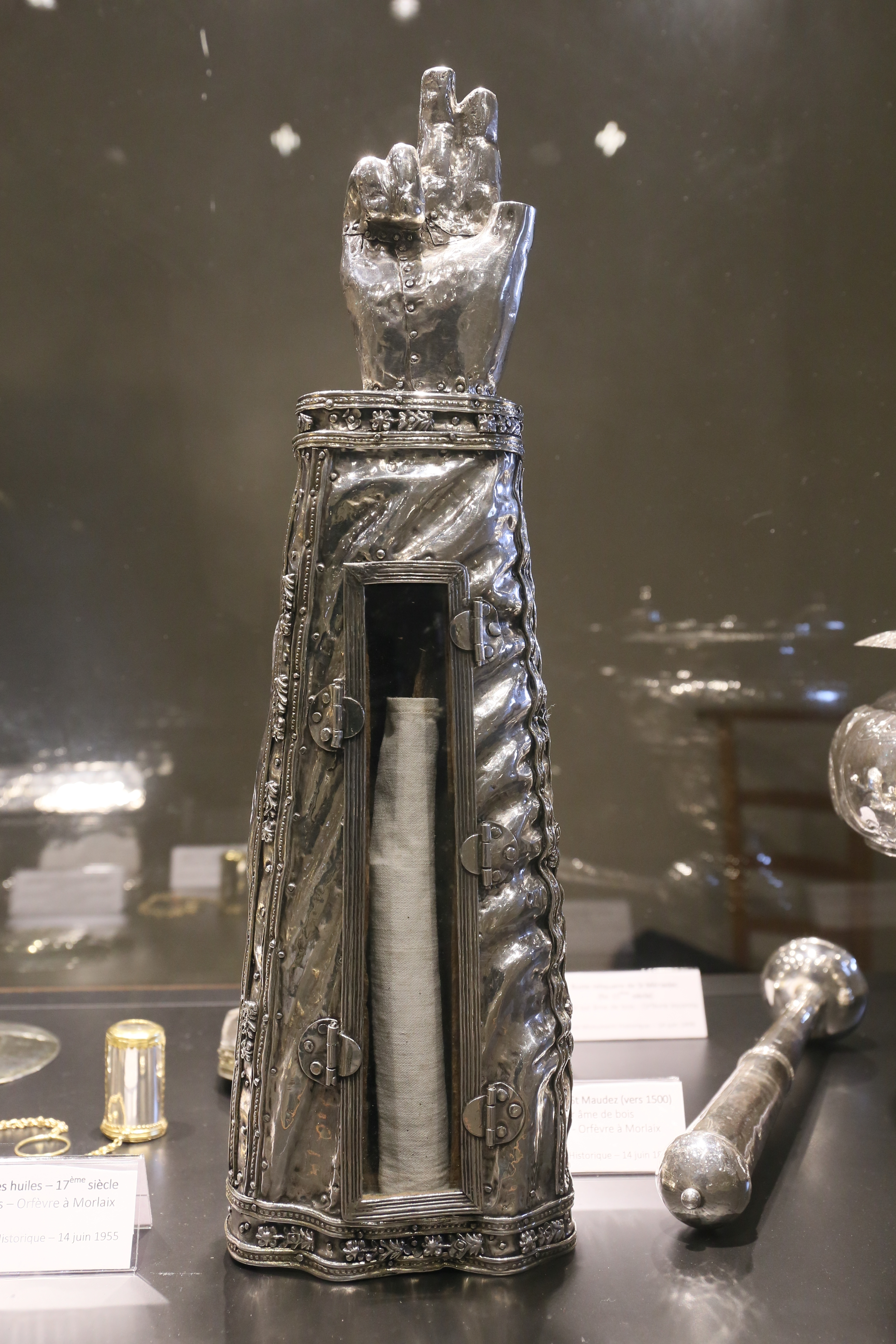
Bras reliquaire de saint Maudez.

Le reliquaire représente un bras aux doigts bénissant : index et majeur tendus bénissant, annulaire et auriculaire repliés et tenus par le pouce lui-même plié. Le pouce est tronqué : Yves-Pascal Castel s'interroge sur le pourquoi de cette amputation (hommage au doigt de saint-Jean ? accident ?) sans trouver de réponse satisfaisante.
Le reliquaire est constitué de lames d'argent clouées sur une âme en bois, la base est une plaque d'argent ; sous celle-ci sont deux poinçons, l'un pour l'orfèvre, l'autre pour la ville de Morlaix. Le poinçon de maître est identifié comme celui Jehan Grahant, orfèvre à Morlaix, permettant de dater la réalisation vers 1500,.
La manche du bras représente un vêtement froissé par de petits plis, les bords de la manche sur le petit côté sont décorés d'un galon doré, à petites fleurs et pointillés. Une ouverture sur le devant, reprenant le même motif, est fermée par cinq charnières. Elle permet de voir la relique du bras de saint Maudet derrière un verre,.
Le reliquaire mesure 50 centimètres de haut, 14,7 centimètres dans sa plus grande longueur et 7,5 centimètres dans sa plus grande largeur.
Une réparation est effectuée en 1689 par l'orfèvre Olivier Le Roy. Le bras reliquaire est classé au titre objet des monuments historiques le 14 juin 1898. Il est exposé à Vannes en 1961. Il est nettoyé en 2013.

### Reliquaire du doigt de Saint Jean-Baptiste

#### Description

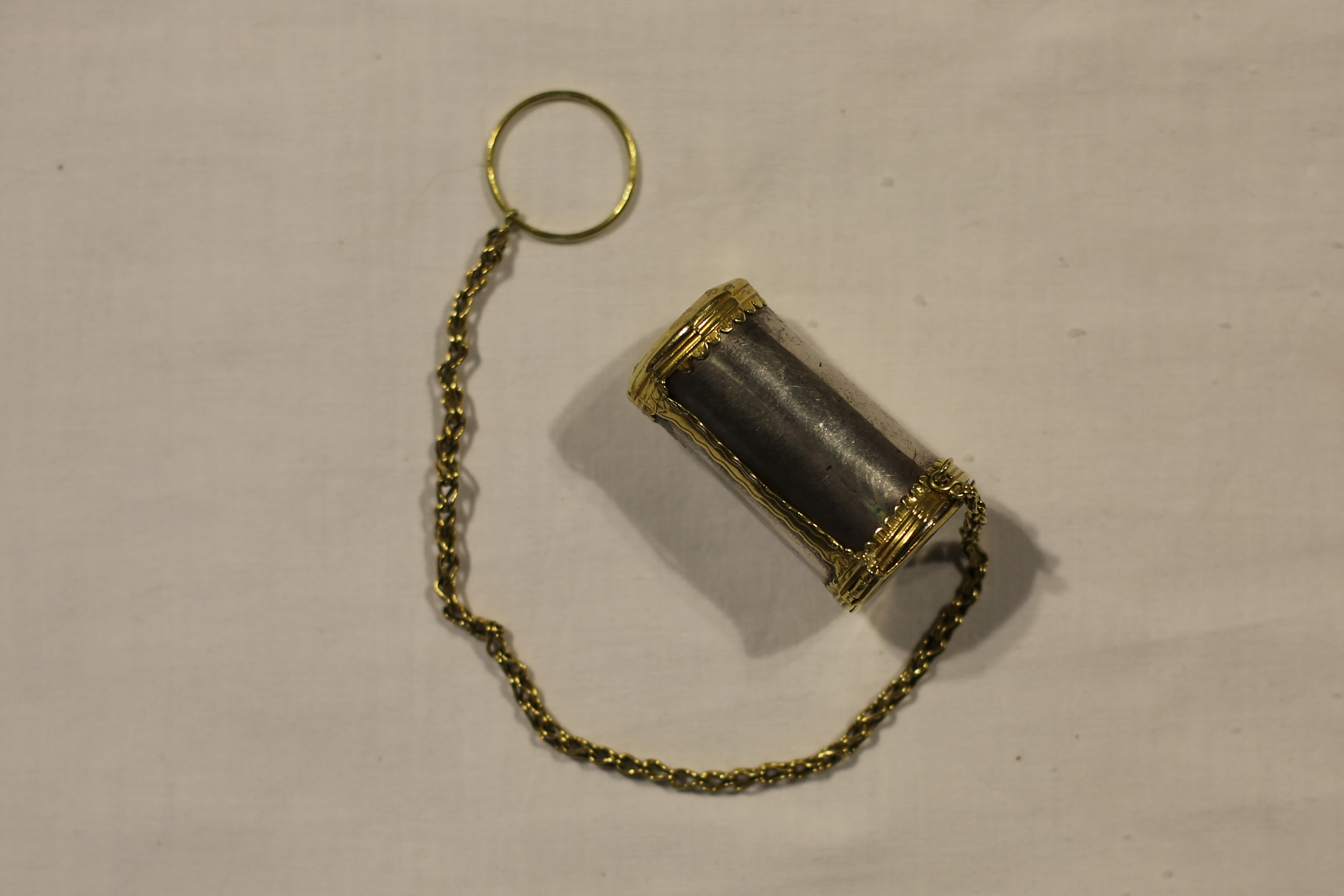
Reliquaire du doigt de saint Jean-Baptiste.

Le reliquaire est un étui cylindrique en argent, les montures extrêmes et les montants latéraux repoussés et ciselés étant, non pas vairées, mais en or,. Il mesure cinq centimètres de long pour trois de diamètre. Il n'a pas de poinçons apparents.
À une extrémité, une ouverture protégée par un cristal de roche permet de voir la relique, décrite en 1850 comme étant un index ou un médius, de couleur noire, avec un ongle et un morceau de peau. La sertissure du cristal sur la monture d'or est indiquée comme était « très fatiguée ». L'autre extrémité est fermée par une plaque goupillée, à laquelle est fixée une chaîne de 27 centimètres terminée par un anneau de presque trois centimètres de diamètre.

#### Origine de la relique et histoire
Une légende est attachée au reliquaire du doigt de saint Jean-Baptiste. Il aurait été volé en Terre Sainte par une croisée normande, sainte Tècle, qui le déposa dans son village près de Saint-Lô, fondant l'église de Saint-Jean-de-Daye. Mais un archer breton vient dérober la relique pendant la guerre de Cent Ans, en 1418. Pris de piété, il prie devant. En arrivant à Traon-Mériadec, il est pris d'une douleur à la main, et voit le doigt de Saint-Jean Baptiste sortir de sa propre chair pour se placer de lui-même sur l'autel de ce qui devient l'église de Saint-Jean-du-Doigt. Le voleur rentre sur le plus haut point de son village, et une fontaine miraculeuse en jaillit du sol. Moins polémique, Albert Le Grand rapporte un don fait en 1437, ou 1447, par un seigneur normand à un jeune homme natif de Plougasnou. La venue de la relique, qu'importe par quel moyen, va rapidement déclencher la venue de pèlerins et d'offrandes.
Le compte du receveur général Jean de Mauléon, ouvert le 20 mars 1429, mentionne le don fait par le duc de Bretagne Jean V de « deux marcs d'argent pour couvrir le doy S.Jehan qui est à S. Mériadec », ce qui confirme la date de 1418. Albert Le Grand mentionne également le duc Jean V, venu à Saint-Jean-du-Doigt voir la relique : « il tira un beau reliquaire d'Or, qu'il portait à son col, & le donna pour servir d'estuy au saint Doigt». Ce reliquaire, fabriqué à partir de l'argent donné, ou donné par le Duc (ou même, dit-on, par Anne de Bretagne) n'est pas celui qui existe aujourd'hui, car fabriqué au XVIe siècle par un orfèvre inconnu.
Quoi qu'il en soit, c'est à la suite d'une série de miracles que le duc de Bretagne Jean V vient à Traou-Mériadec et finance la construction de l'église. La première pierre de l'église est posée le 1er août 1440 (qui est consacrée en 1513), dédiée à saint Jean-Baptiste. Traou-Mériadec devient alors Saint-Jean-du-Doigt.
La suite de la légende nous ramène à l'époque d'Anne de Bretagne, pendant son passage en pays Léon. Victime, d'après Albert le Grand, d'une conjonctivite l’œil gauche à Morlaix en 1506, elle envoie chercher la relique guérisseuse, mais celle-ci disparaît en chemin : Jacques Cambry raconte que l'on retrouve le reliquaire dans l'armoire où il est habituellement rangé,. La reine comprend qu'il lui faut se déplacer, et se rend jusqu'à Saint-Jean-du-Doigt où l'évêque de Nantes la reçoit. Il lui passe la relique sur l'œil, ce qui la guérit. Elle fait alors don de plusieurs pièces d'orfèvrerie en l'honneur du saint. D'après la légende, il s'agit du grand calice et sa patène décrits plus bas dans cet article et du reliquaire actuel. Le reliquaire figure à l'inventaire fait en 1569.
En 1850, une observation de la relique est faite rapporte qu'elle est de couleur noire, et qu'il s'agit probablement d'un index ou d'un majeur, ayant toujours un ongle et un morceau de peau.
Le reliquaire est classé au titre objet des monuments historiques en 14 juin 1898. Un des montants en or est ressoudé, et l'ensemble de l'étui est poli lors de la campagne de restauration de 2013.

### Calice et patène attribués à Guillaume Floch

#### Description

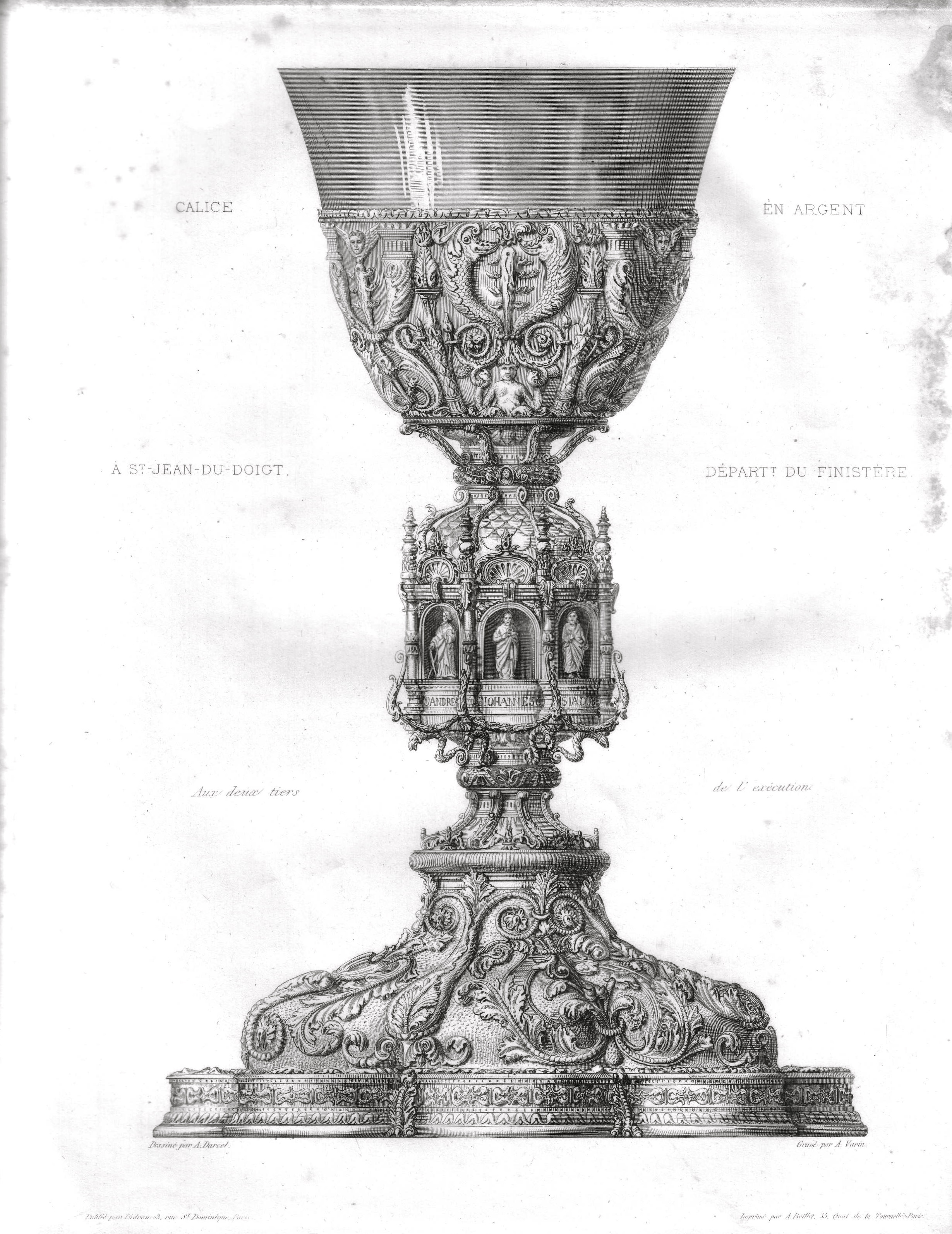
Dessin réalisé par Alfred Darcel lors de son étude de 1860.

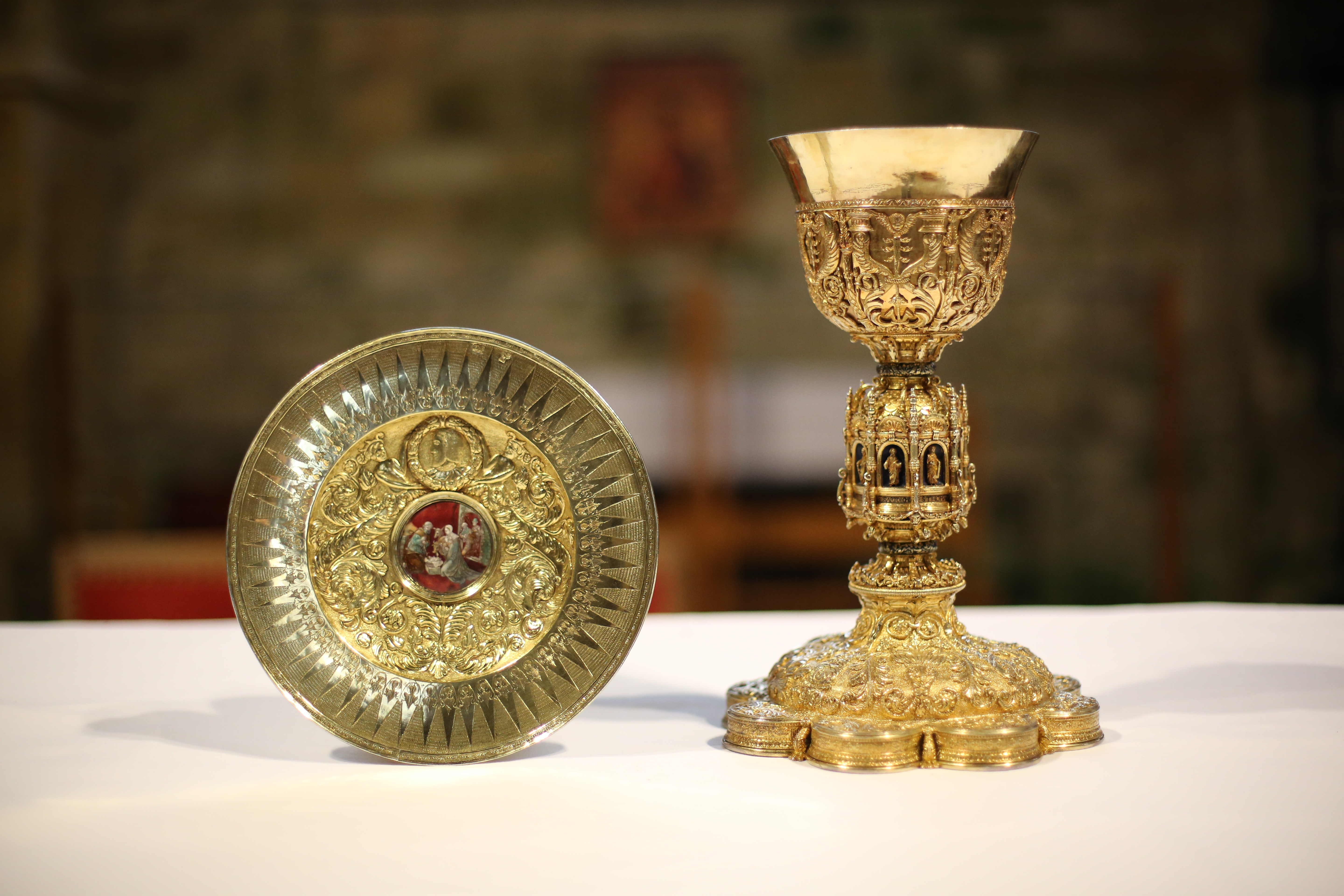
Calice et patène en juin 2013.

Ce calice (no 1) est désigné comme étant le « calice de Saint-Jean-du-Doigt,» du fait de sa prestance, bien que n'étant pas le seul dans le trésor. Il est également désigné comme « calice de la reine Anne »,, car il aurait été donné par Anne de Bretagne.
Les descriptions faites de ce calice et sa patène sont toutes très élogieuses. Alfred Darcel donne son opinion quant à la qualité de la pièce, qu'il estime être « une des plus belles pièces d'orfèvrerie religieuse que la Renaissance nous ait léguées. Le catalogue de l'exposition nationale sur les orfèvres de basse Bretagne, ayant eu lieu en 1994, le présente comme « pièce majeure de l'orfèvrerie bretonne et l'une des plus belles de la Renaissance française ». Y est décrit son décor comme « riche », et « parfaitement caractéristique de la première Renaissance ».
En argent doré, le calice mesure 34,5 centimètres de hauteur, 23 centimètres au pied et 15,4 centimètres de diamètre pour la coupe, pour un poids total de 2,3 kilogrammes. Ses mesures imposantes font dire au recteur de Saint-Jean-du-Doigt qu'il est malcommode à utiliser. Il se compose d'un pied, d'un nœud et d'une coupe dotée d'une fausse coupe. Lui est adjoint une patène de 20 centimètres de diamètre pour un poids de 482 grammes. Les techniques employées pour sa réalisation sont le repoussage sur argent, la fonte d'argent, le ciselé, le repercé, la dorure, ainsi que pour la patène le travail à l'échoppe, et le décor fait d'émaux translucides et peints.
En 1860, Alfred Darcel fait une description fort minutieuse du calice. Celle-ci est reprise ci-dessous et complétée par les découvertes antérieures à son travail.

##### Montage

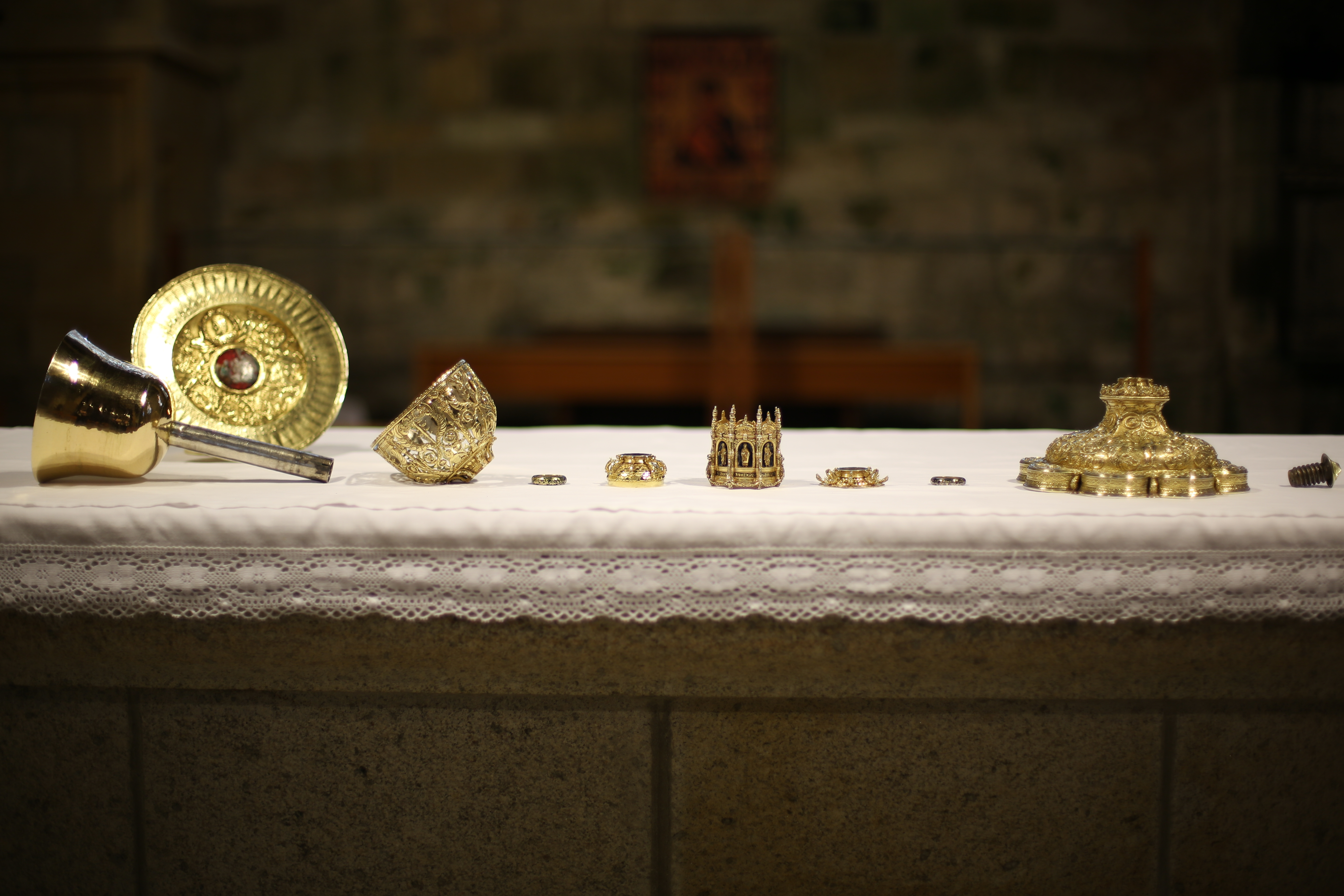
Le calice démonté est présenté comme il suit : coupe et son axe, fausse-coupe, bague, haut du nœud, nœud, bas du nœud, bague, pied, écrou. En arrière-plan à gauche, la patène.

Le calice est assemblé de manière classique pour l'époque : un axe tubulaire soudé à la coupe permet de monter tous les éléments sous elle (dans l'ordre : fausse coupe, anneau, nœud, anneau puis pied). Un écrou caché par le pied permet de maintenir l'assemblage. La coupe, le nœud et le pied sont séparés les uns des autres par un « anneau qui montre de petites figures en buste, accostées de chimères, se détachant sur un fond niellé » en émail de couleur sombre. Ce type d'assemblage sera ensuite courant en Bretagne au XVIe siècle, alors que peu utilisé ailleurs.

##### Coupe

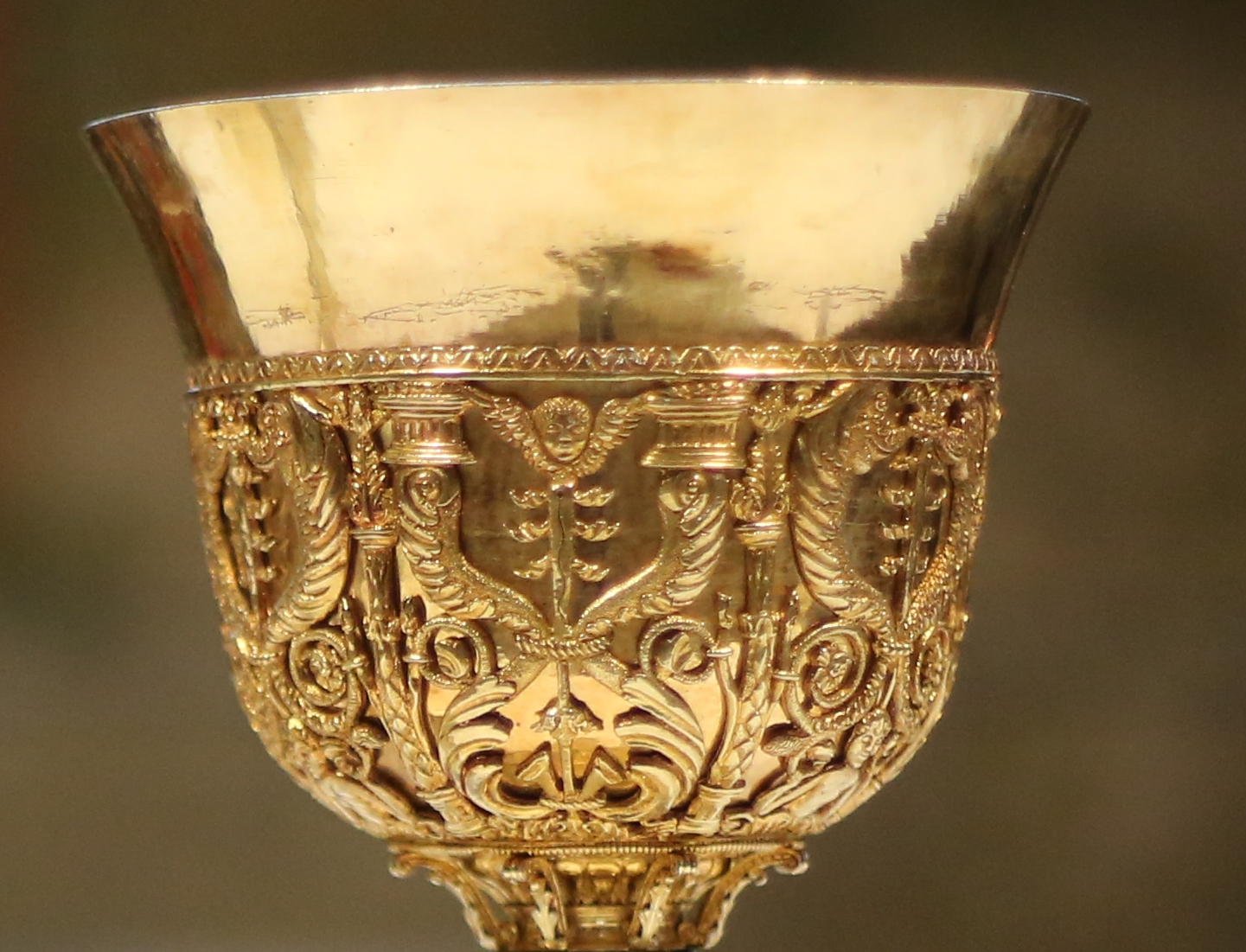
Détail de la coupe et de la fausse coupe.

« La coupe repose dans une fausse coupe décorée d'ornements en relief. Ceux-ci se composent de six tiges, moitié feuillages, moitié architecture, qui séparent trois paires de dauphins affrontés, alternés avec trois paires de cornes d'abondance également affrontées. Les dauphins et les cornes d'abondance se terminent inférieurement en volutes et en expansions feuillues qui se rattachent aux tiges intermédiaires et à d'autres ornements qui descendent verticalement entre eux. Le motif principal de ceux-ci, fort commun pendant tout le XVIe [siècle], en Italie et en France, est une espèce de bourgeon allongé qui laisse de petites feuilles s'épanouir sur ses côtés. Une tête ailée de séraphin termine, à sa partie supérieure et à sa naissance, le bourgeon placé entre les cornes d'abondance ; un buste d'enfant nu, tenant de chacune de ses mains levées une des volutes qui s'épanouissent à la queue des dauphins, arrête à sa partie inférieure et à son extrémité le bourgeon placé entre ceux-ci. »
Le décor de la fausse coupe est fondu, repercé et ciselé. Le décor est en six parties, à la différence du reste du calice qui est divisé par lots de huit décors.

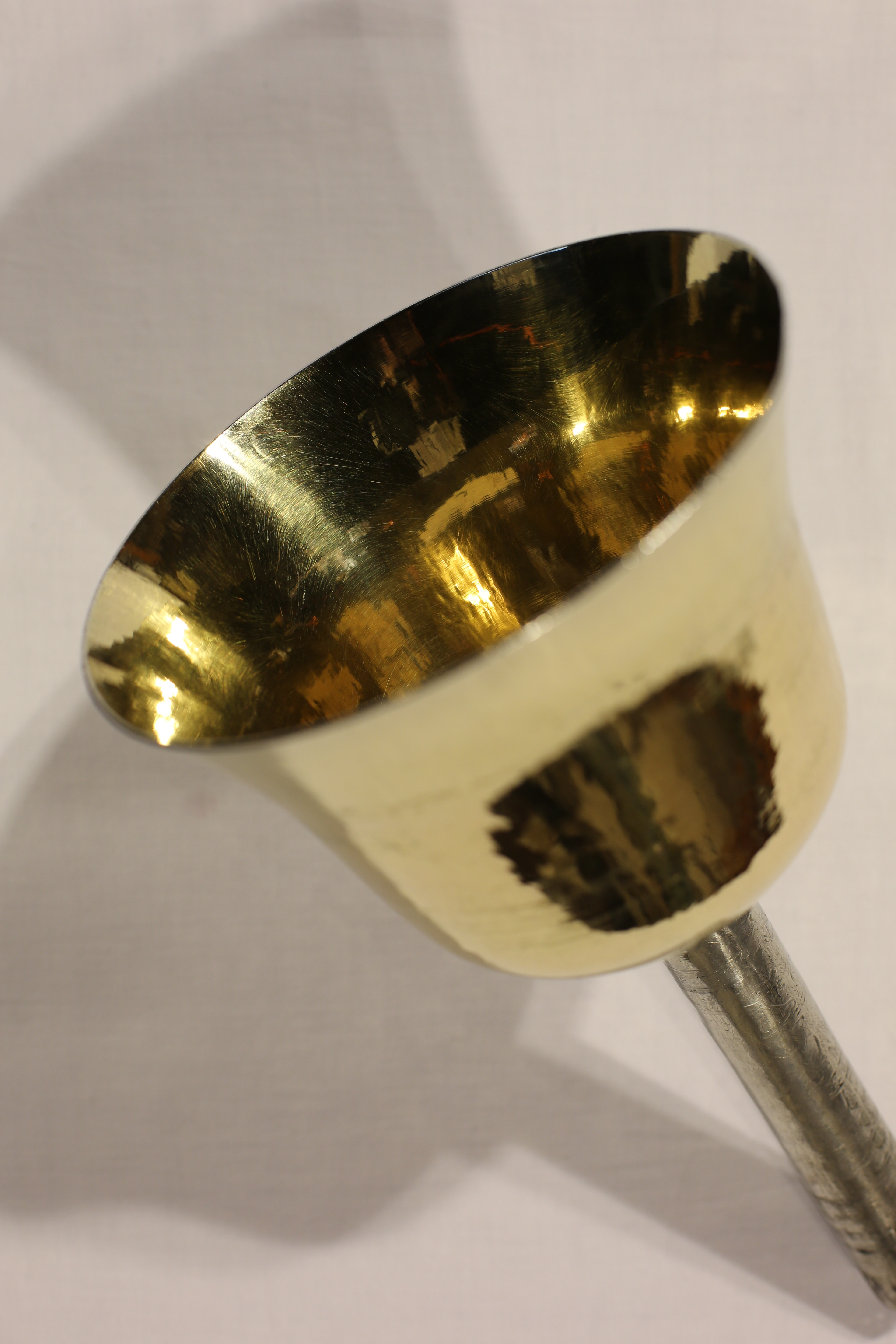
La coupe démontée, sans sa fausse coupe. L'axe de montage est soudé à la coupe.
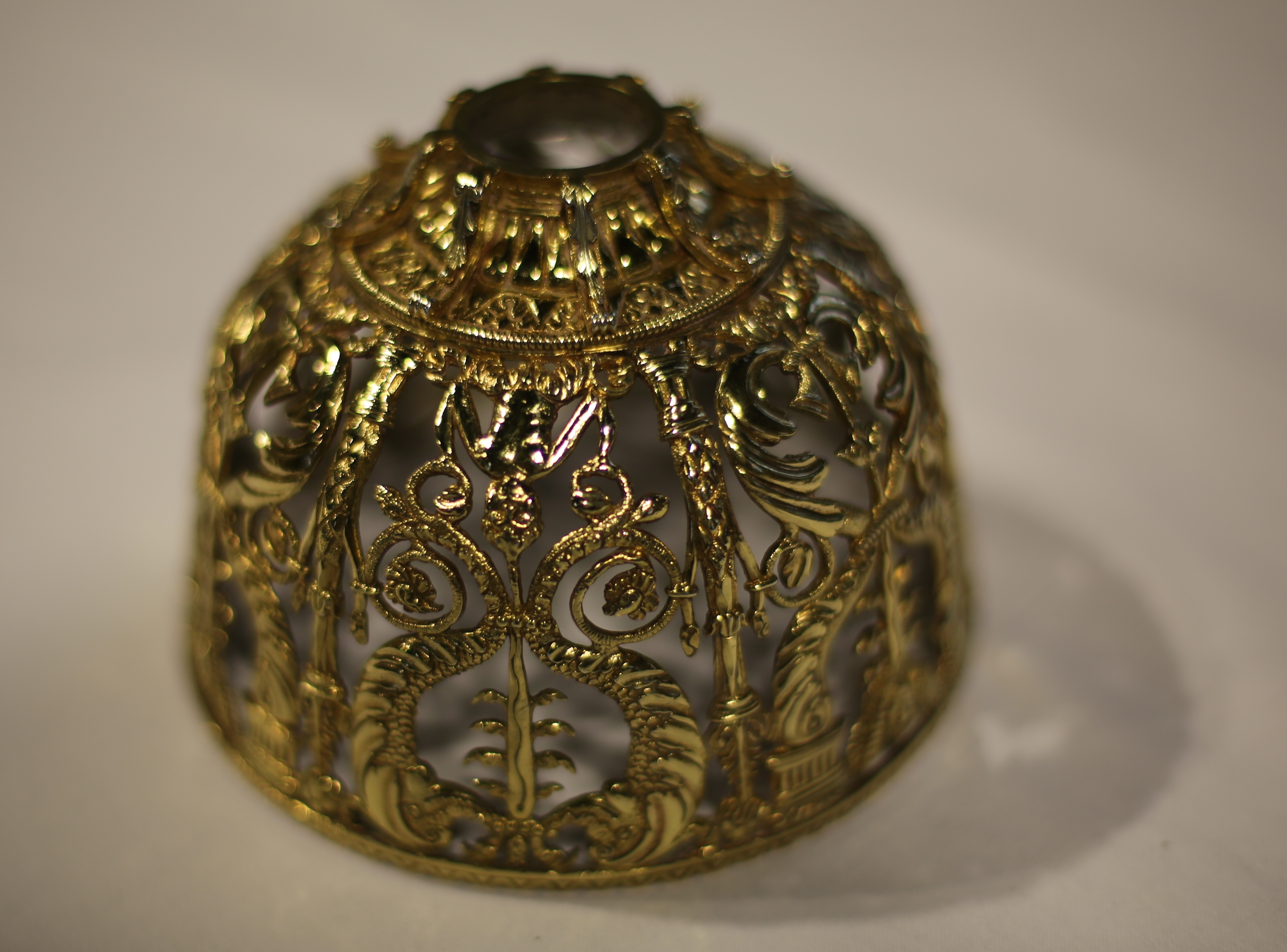
Fausse coupe démontée et posée à l'envers, le motif du buste d'enfant est visible.
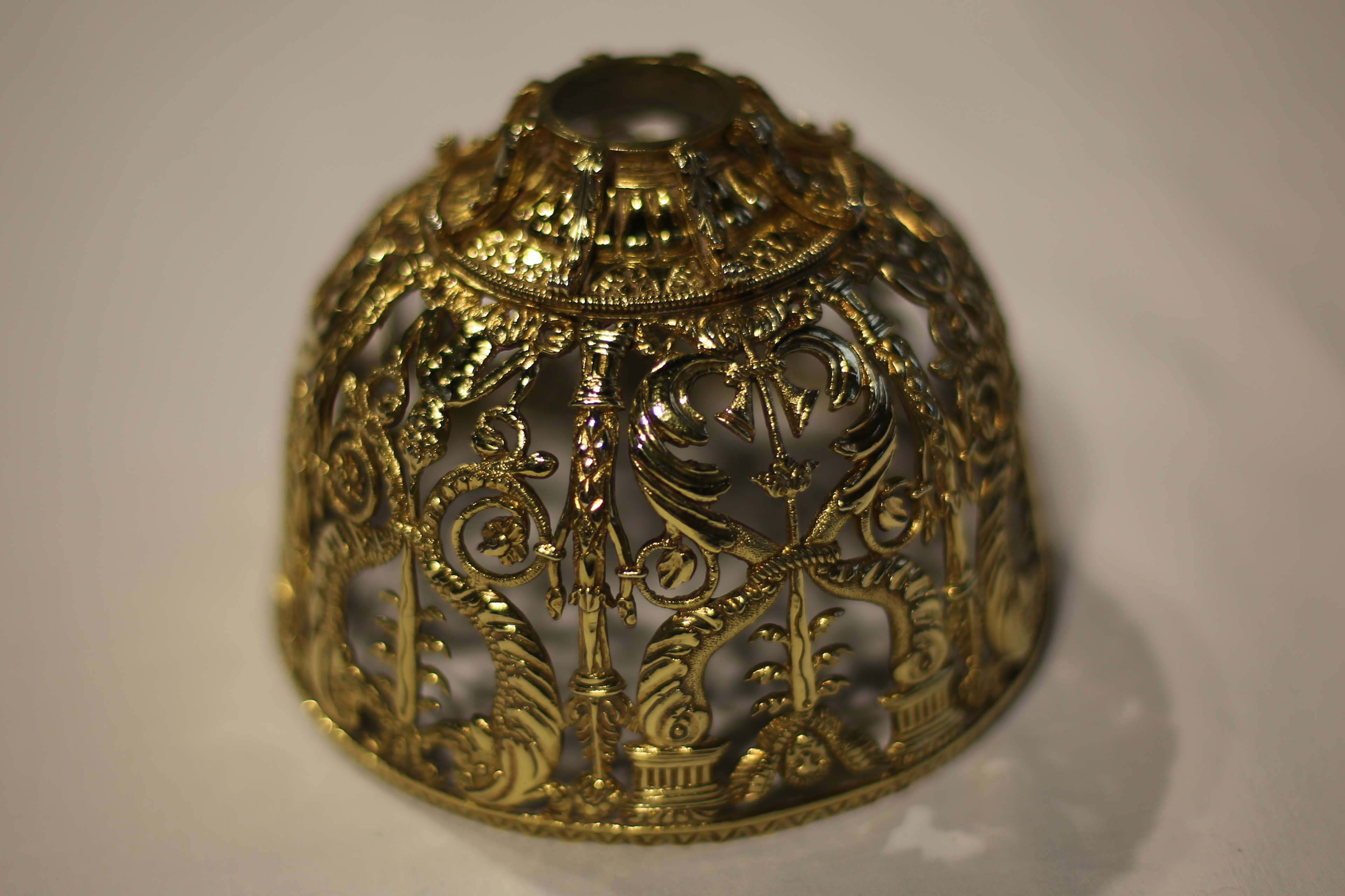
Fausse coupe démontée et posée à l'envers, le motif aux cornes d'abondance est visible.
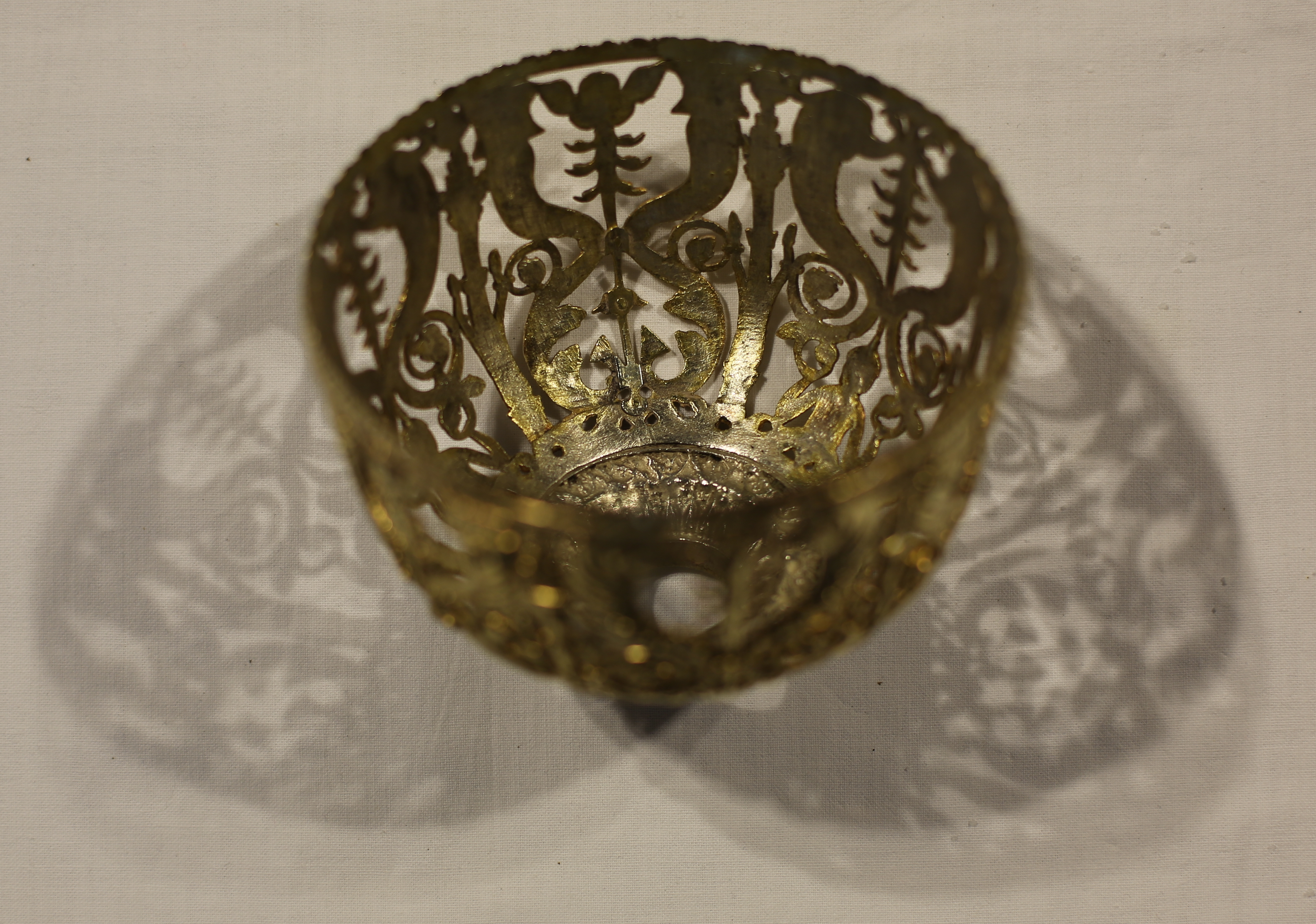
Intérieur de la fausse coupe.

##### Nœud
Le nœud est composé de trois pièces : le dessus et le dessous du nœud, et le nœud à proprement parler, composé de huit niches dans lesquelles se trouvent des représentations d'un prophète et de sept apôtres, avec leurs attributs.

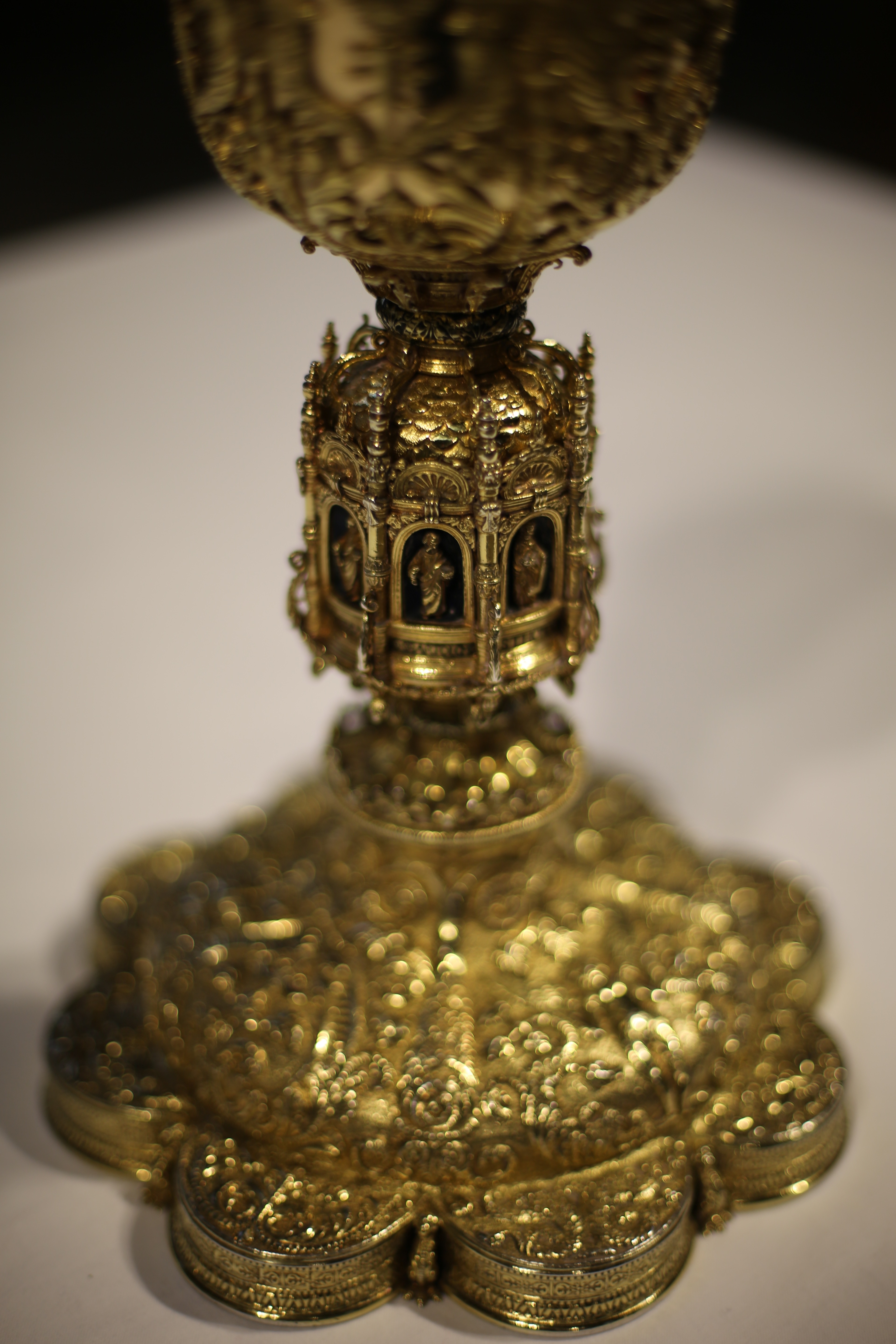
Vue du nœud
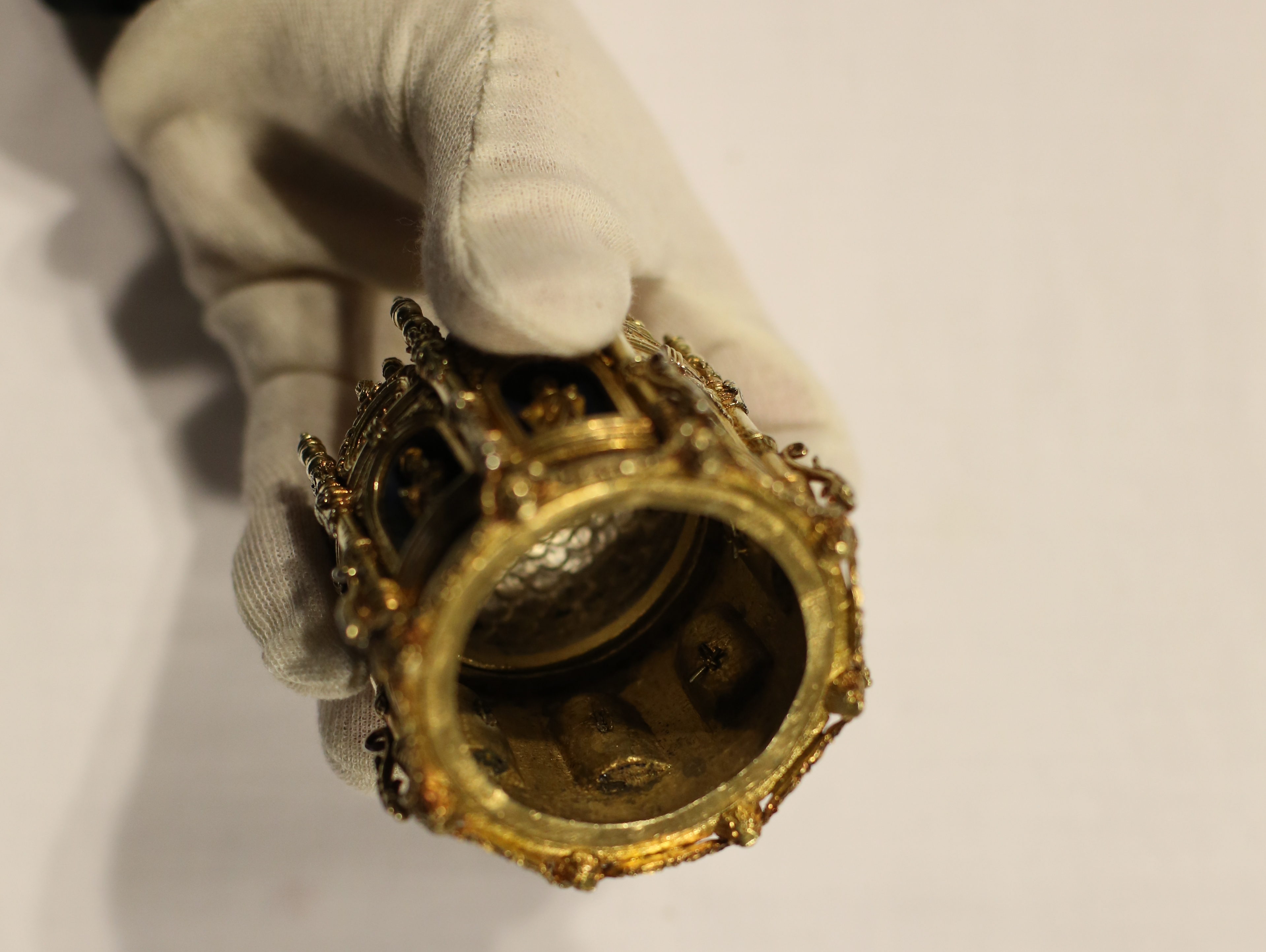
Vue intérieure du nœud. Les goupilles permettant de tenir les statuettes sont visibles.

« Les saints dont les statuettes se détachent avec tout l'éclat du métal sur le fond noirci des niches du nœud sont les suivants, reconnaissables à leur attribut et à leur nom gravé en capitales sur le soubassement. » Les noms sont en latin.

Détail des huit statuettes.
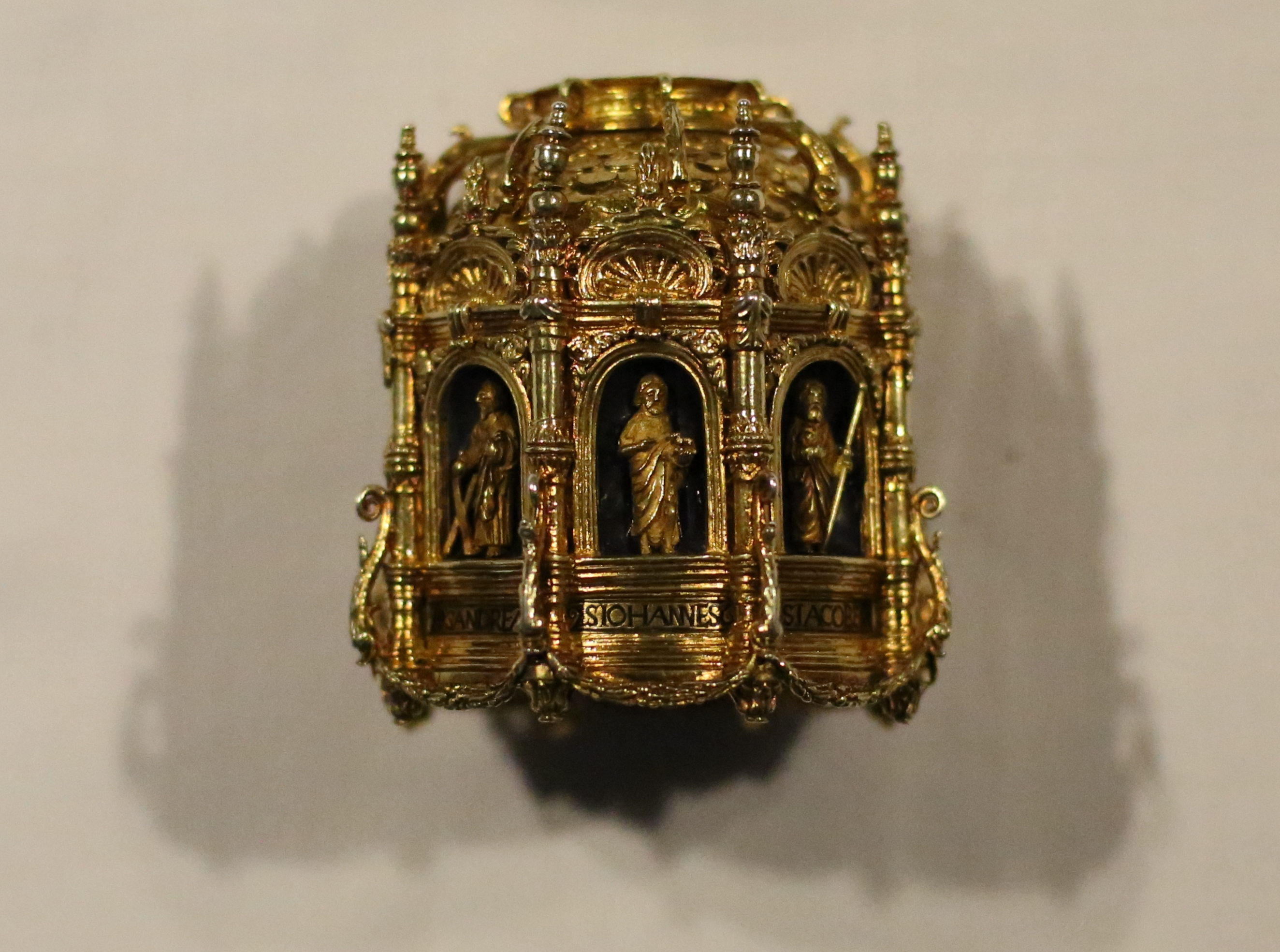
Saint Jean-Baptiste, « plus vêtu qu'on ne le représente d'ordinaire, tenant un agneau sur sa main gauche ».
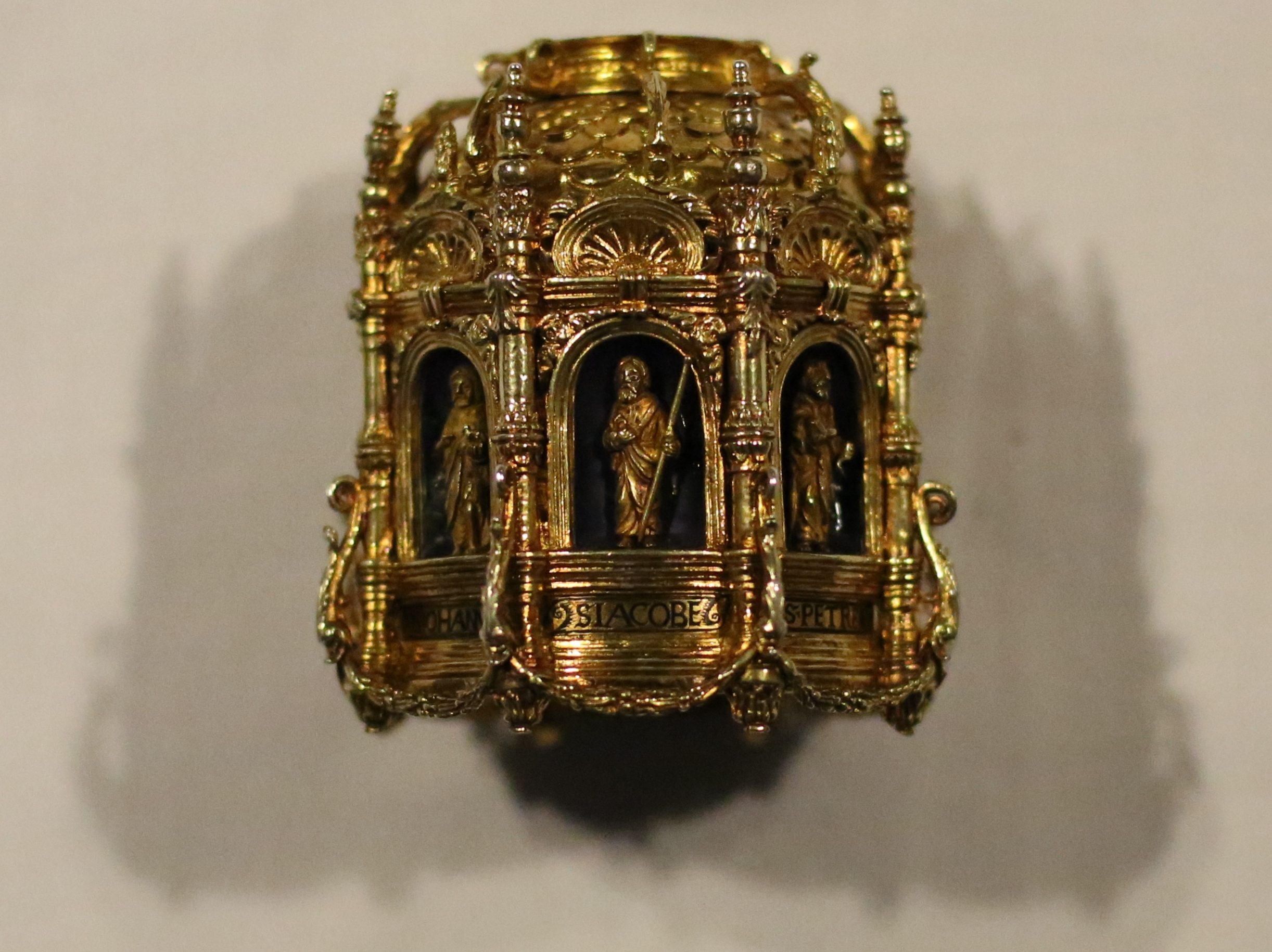
Saint Jacques « tenant la hampe de son bourdon ».
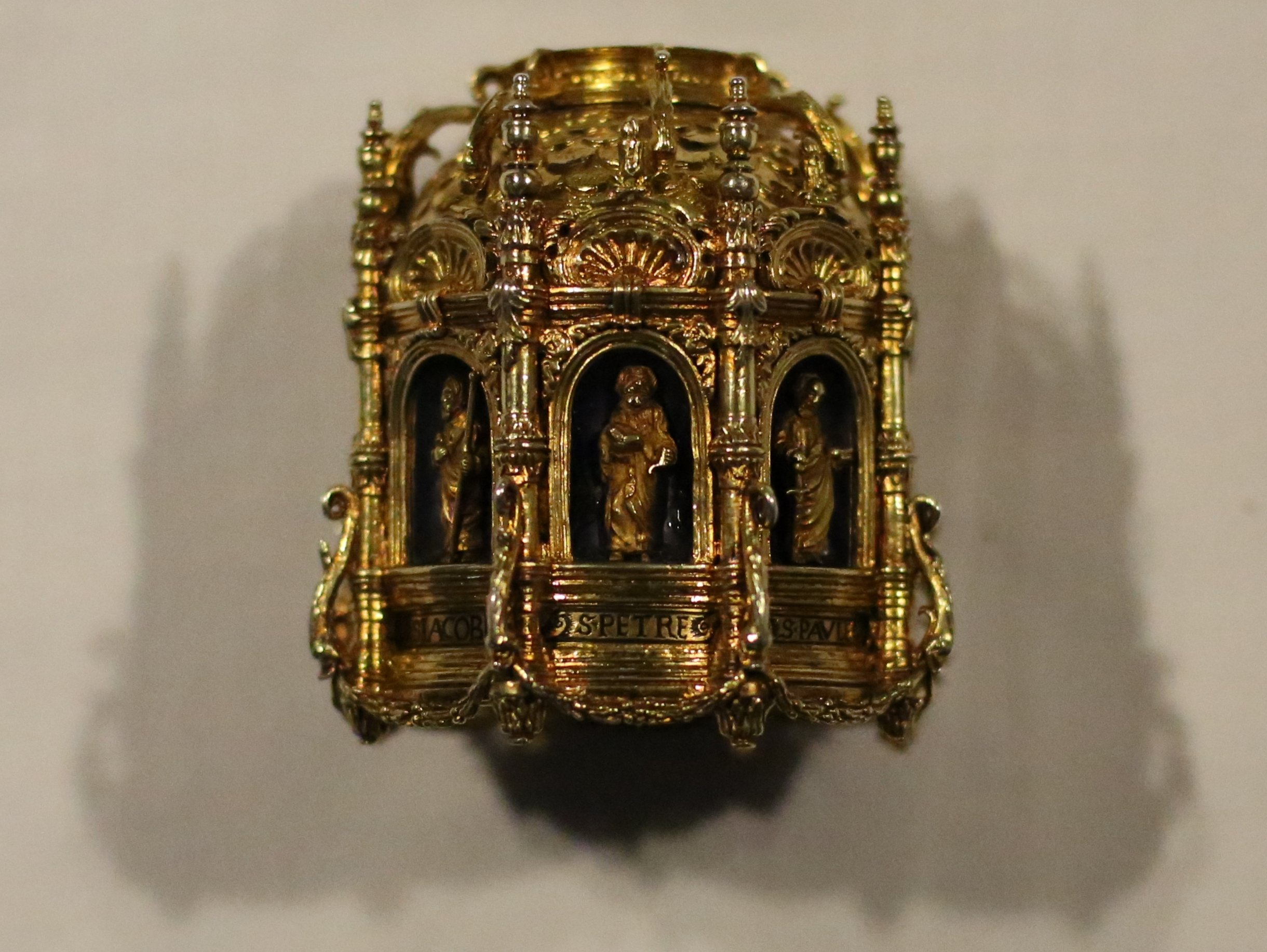
Saint Pierre avec un livre et des clés.
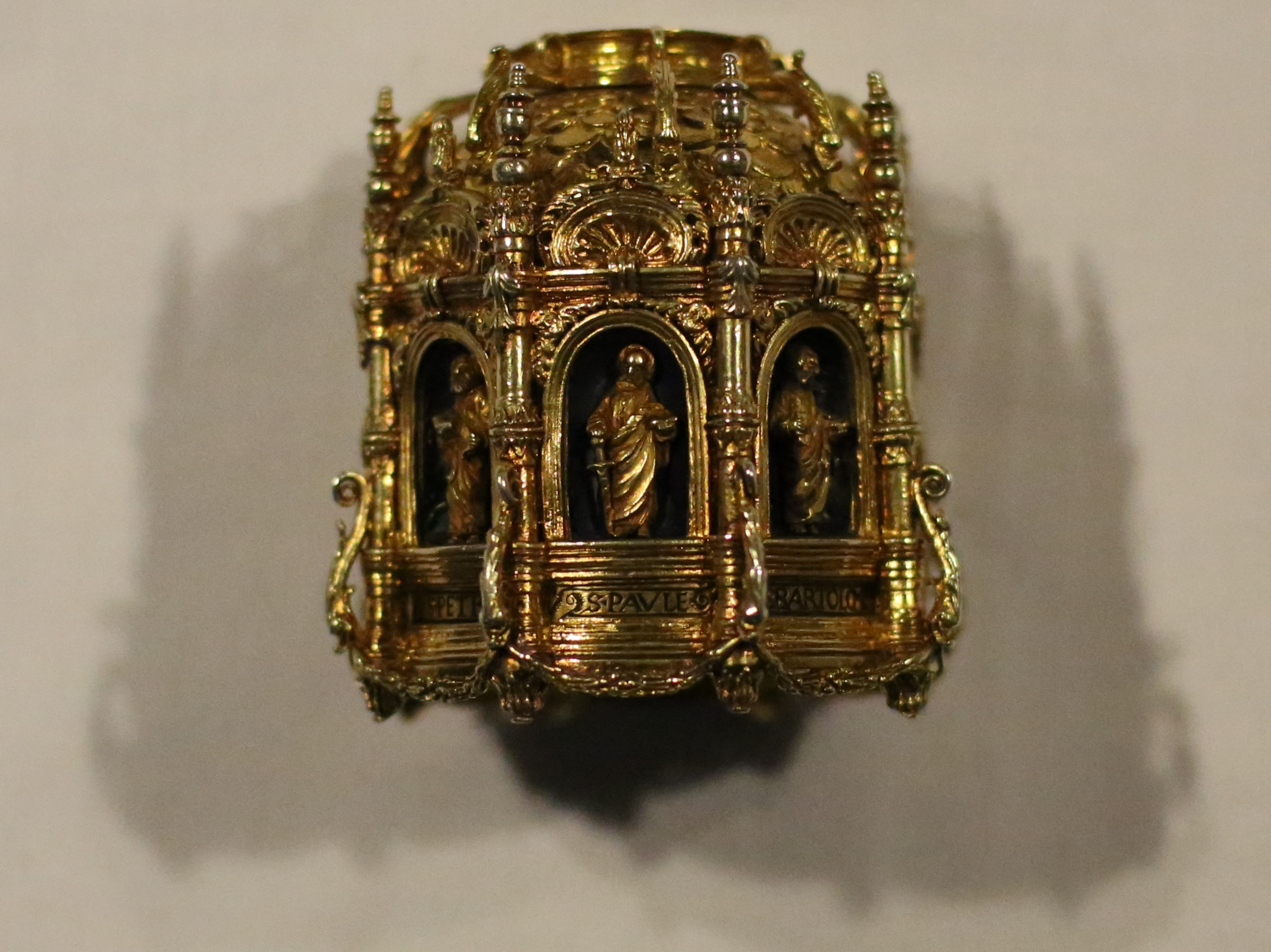
Saint Paul avec un livre et une épée dans le fourreau.
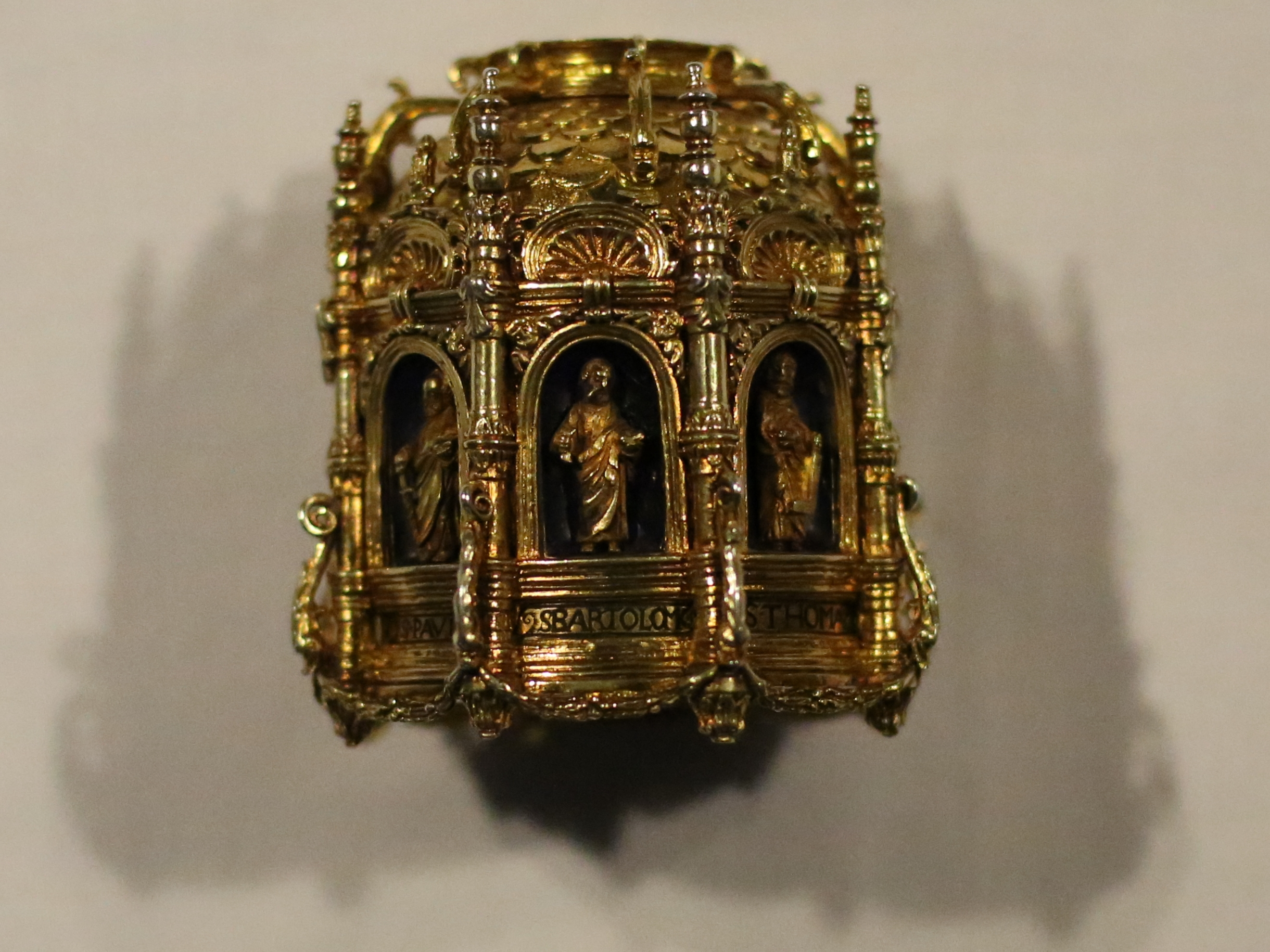
Saint Barthélémy avec un livre et un couteau.
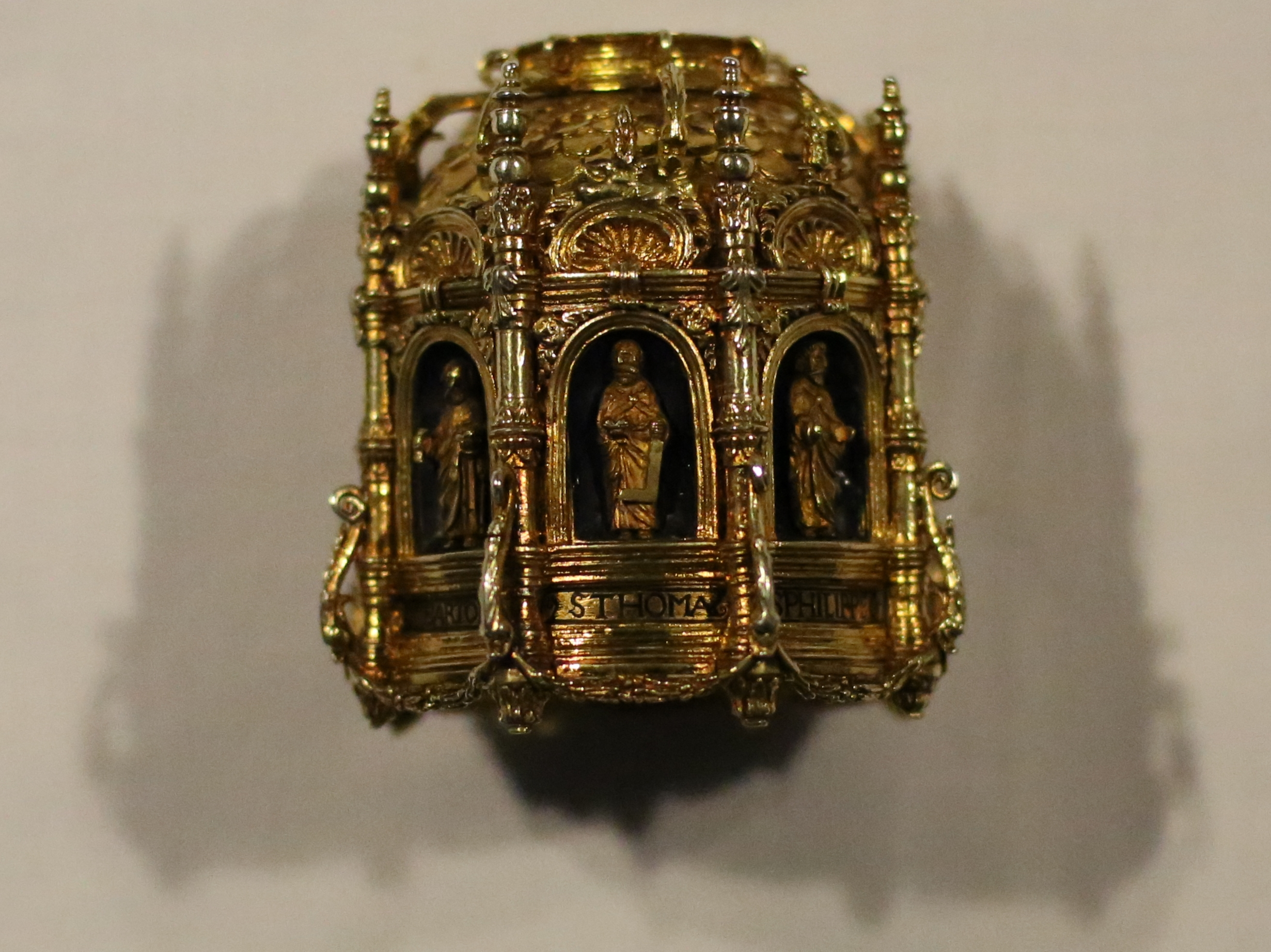
Saint Thomas avec un livre et une équerre
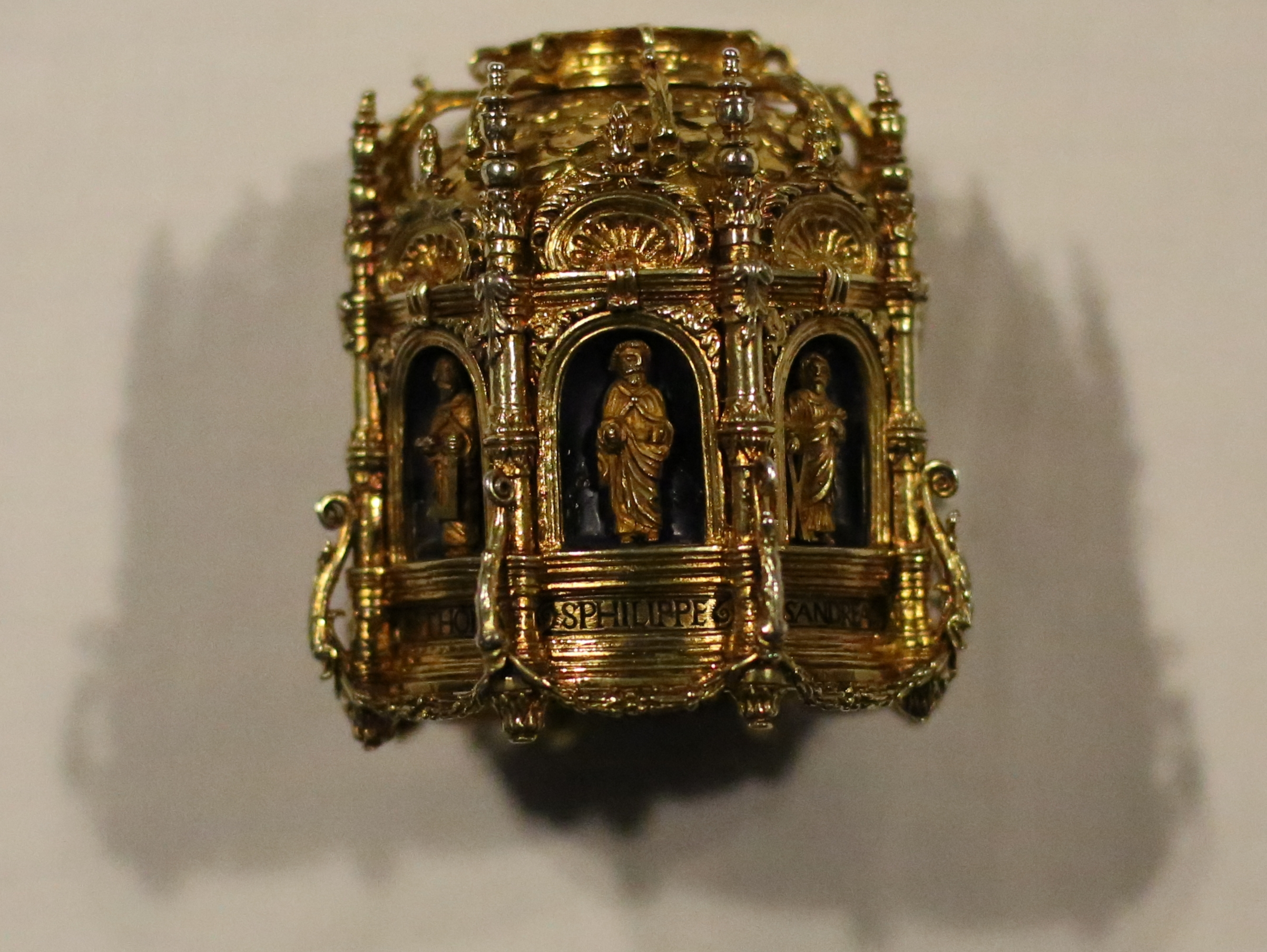
Saint Philippe avec une lance ou la hampe de sa croix processionnelle
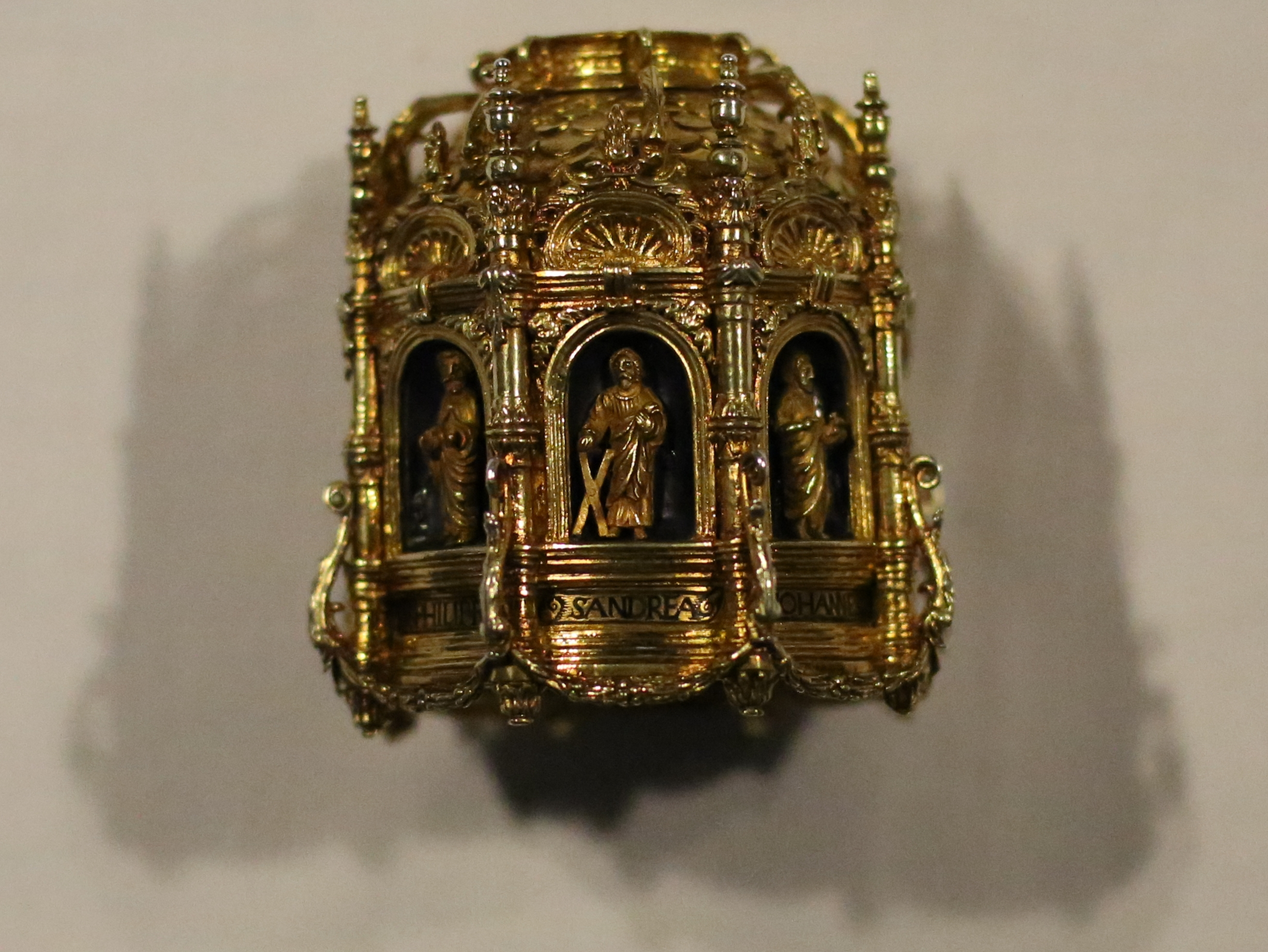
Saint André avec la croix.

##### Pied

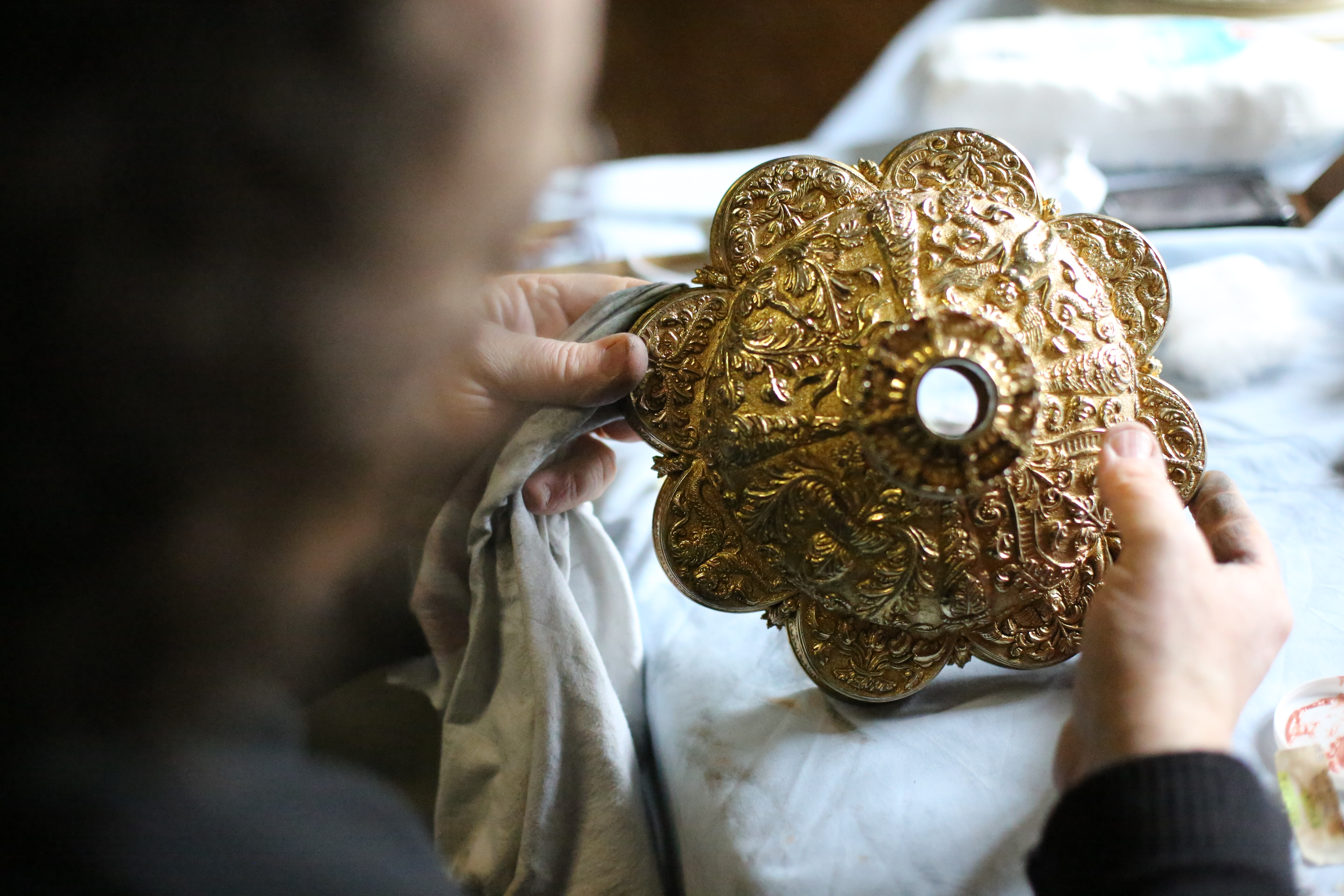
Le pied, comparé à des mains, met en avant la grande taille de la pièce.

« Sur un fond, maté avec des outils à section annulaire, se relèvent en bosse des ornements feuillagés. Ils se composent de quatre bourgeons qui montent suivant deux axes perpendiculaires dans l'arête de deux côtes adjacentes, se terminent par deux volutes opposées et encadrent des ornements différents de forme qui couvrent de leurs caprices les deux côtes comprises entre eux. » Le pied en lui-même est en doucine. « Il y a quatre bourgeons qui divisent le pied en quatre parties formées chacune de deux lobes juxtaposés, et quatre ornements qui s'épanouissent symétriquement sur eux. L'un d'eux est formé d'un ange ou d'un génie ailé, nu, très-viril, tenant de chaque main la queue de deux dauphins qui affrontent leurs têtes sous ses pieds.»
Alfred Darcel note que l’ornement est singulier pour un calice, « dû sans doute à quelque ouvrier qui ne songeait guère à l'usage du vase qu'il décorait ! »
« Le champ des huit lobes sur lesquels repose le calice est couvert de feuillages différemment enroulés, de dauphins adossés dont les queues forment des volutes de formes variées, et d'une tête de chérubin ailé qui tient dans sa bouche deux cornes d'abondance feuillagées. Enfin, sur la tranche des lobes courent trois zones d'ornements d'un faible relief, tandis que des feuilles, dont la côte saillante se termine par une griffe, couvrent leur arête d'intersection. »

##### Patène
La patène, côté avers, se décompose en trois parties : le marli, le bassin, et, au centre de ce dernier, un émail.

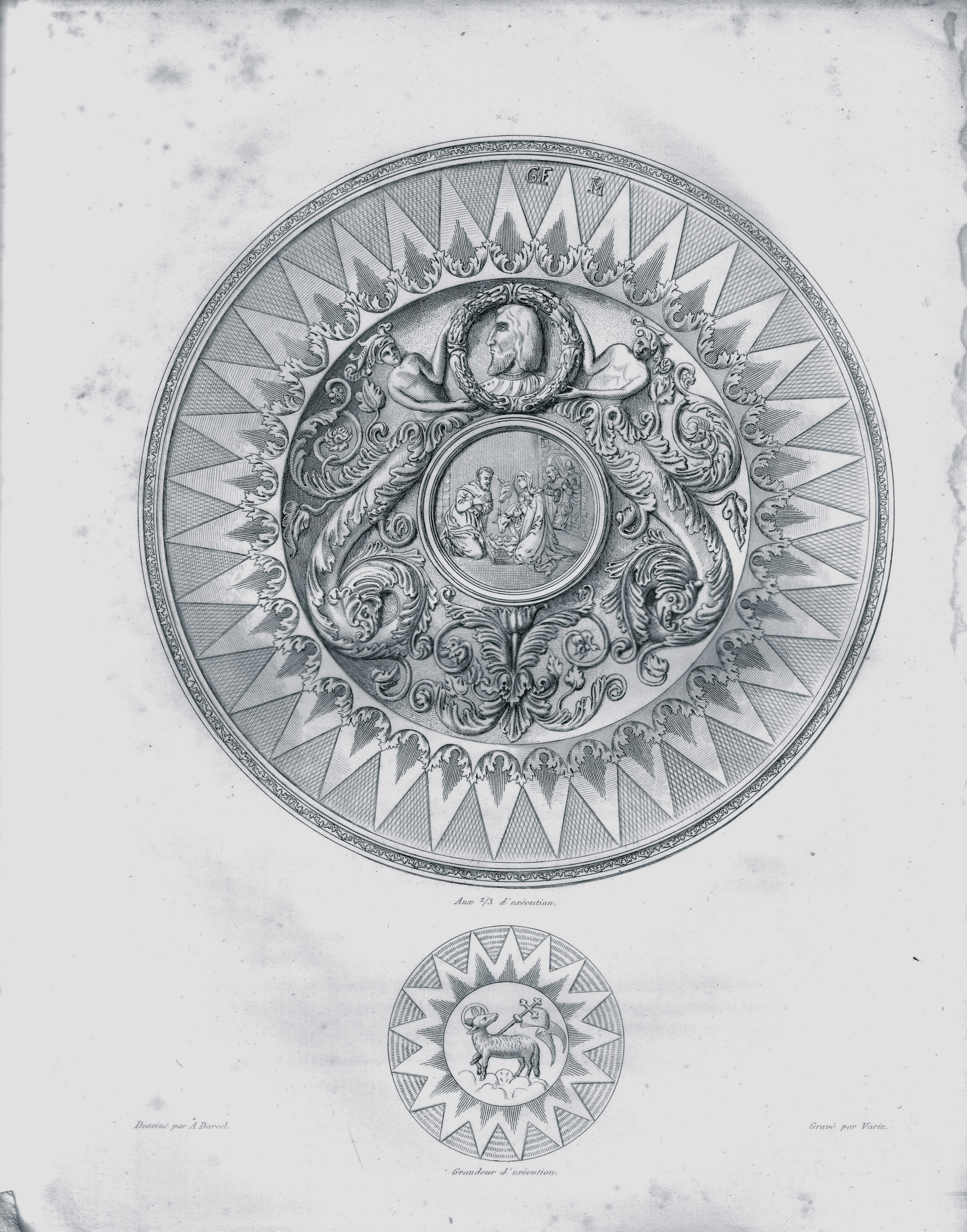
Dessin de la patène par Alfred Darcel.

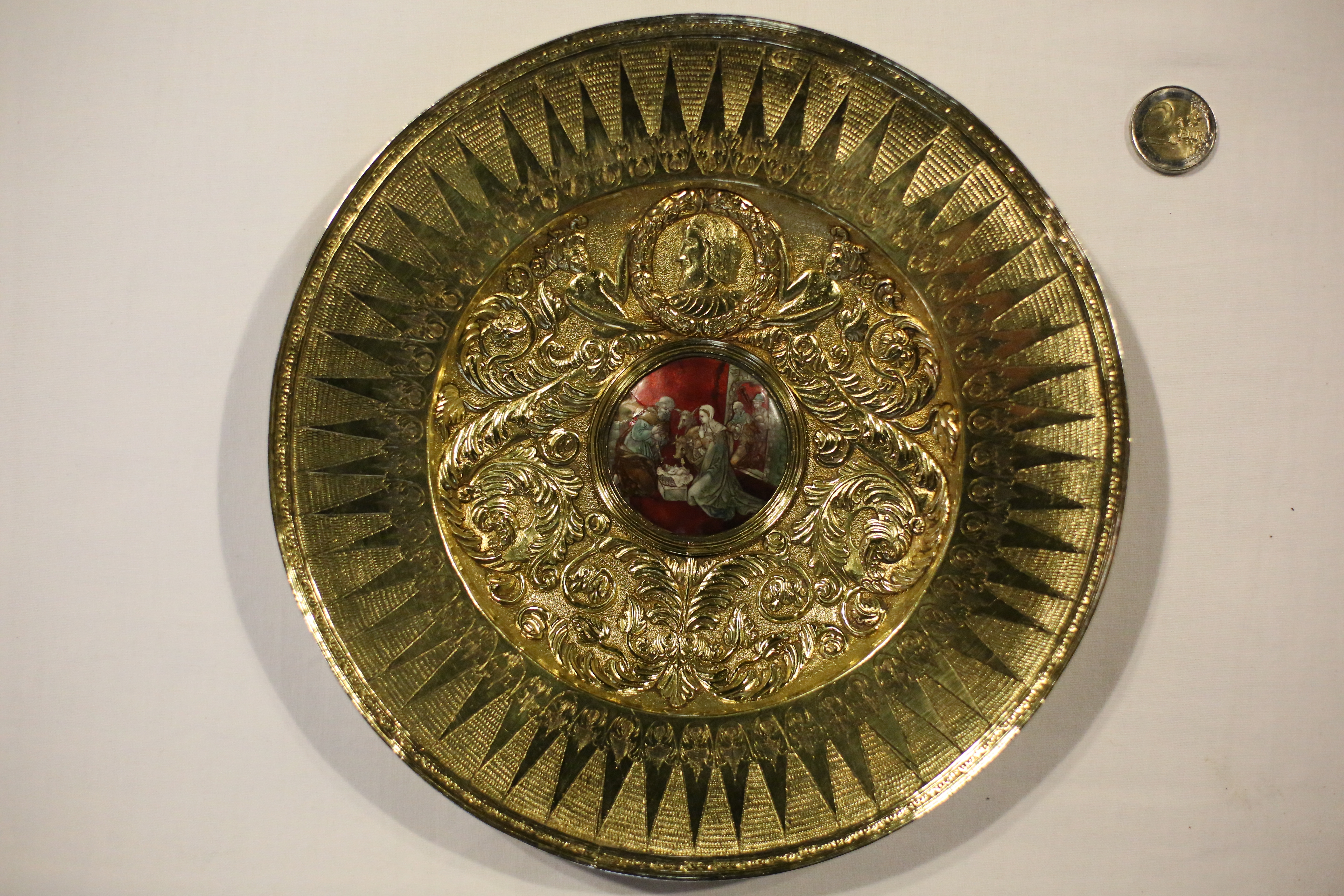
Patène, face intérieure, présentée auprès d'une pièce de 2 euros.

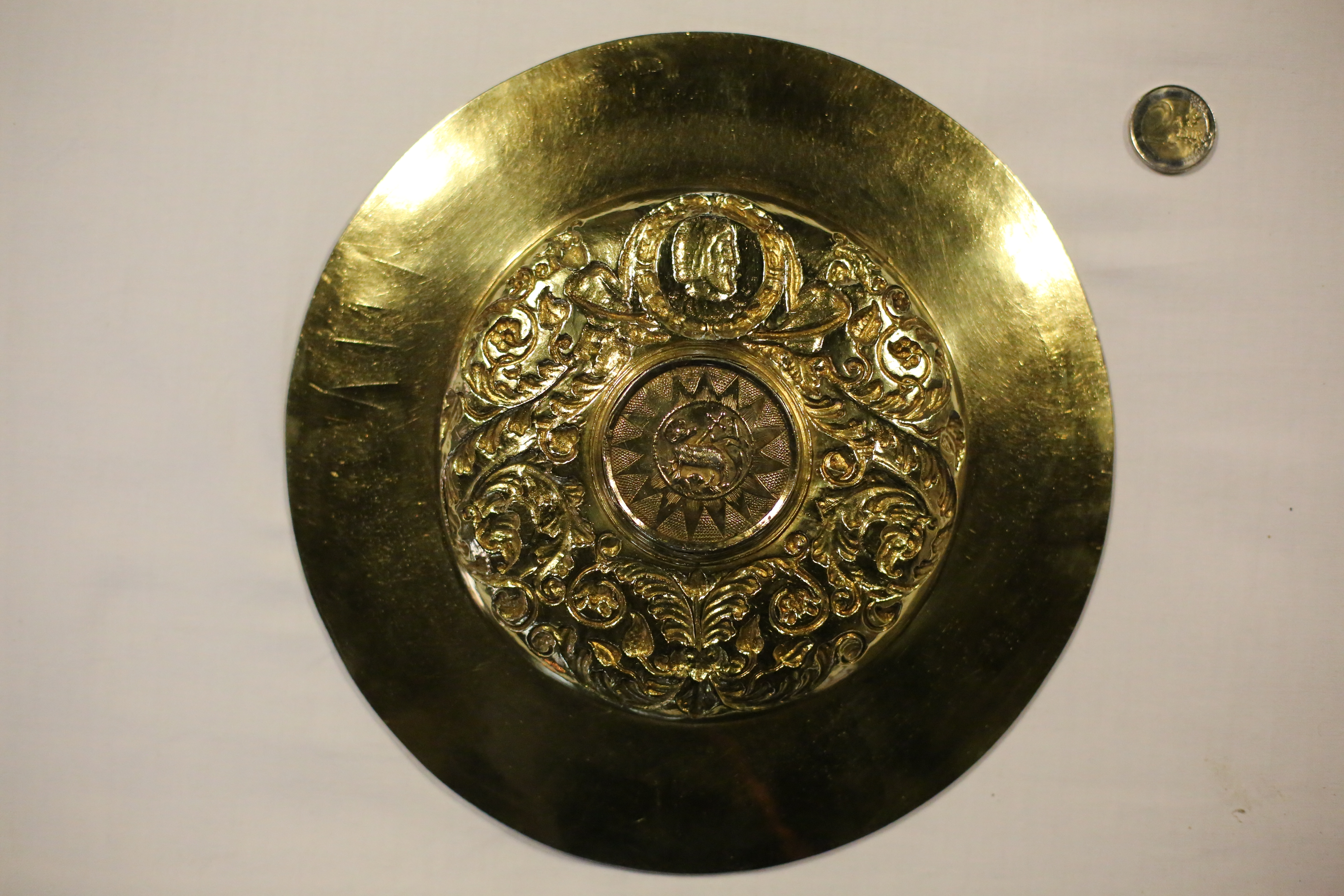
Patène, face extérieure.

« Le bord extrême [...] est garni de deux petites moulures qui circonscrivent une zone étroite, couverte d'un ornement courant dont chaque élément est formé de deux consoles adossées. Puis le bord, contre le marli, offre une série de contre-lobes que frangent des feuilles trilobées et à chaque cercle rentrant correspond une pointe d'étoile se dirigeant vers la circonférence. Des hachures croisées occupent l'intervalle de ces dents, ornées elles-mêmes à leur centre de hachures parallèles aux rayons qui iraient du centre à leur sommet. » Le poinçon de l'orfèvre et celui du lieu de fabrication sont poinçonnés dans cette partie. Darcel relève le fait que le travail est de « simple gravure ».
« Le champ annulaire compris entre l'émail et le bord est occupé au sommet par un buste d'homme, à grand nez, coiffé de longs cheveux, avec barbe au menton, pouvant offrir quelque ressemblance avec le roi François Ier, Ce buste est entouré d'une couronne de feuillages, que tiennent deux êtres fantastiques, enfants par la tête coiffée de feuilles ; enfants par le buste et les bras, mais végétaux par la longue volute garnie d'expansions feuillues qui prolonge leur corps et se termine par une tête de dauphin. Entre ces deux chimères, dans le vide correspondant au buste au-dessous de l'émail, se trouve un ornement de feuillages symétriquement distribués. »
« Le centre de la patène est occupé par un petit émail circulaire, peint sur argent avec des couleurs translucides par parties » qui représente l'adoration des bergers. Cette scène est une reprise d'une nativité de Albrecht Dürer, effectuée vers 1503.
« Le revers de la patène est gravé à son centre d'une étoile à dix-sept rayons » réalisée au guilloché, « se détachant sur un fond ciselé, et portant à son centre l'Agneau divin, modelé avec un léger relief, portant le nimbe crucifère et la croix à pennon. »
Le travail sur les feuillages de la patène, bien qu'identique à ceux du reste du calice, est moins nerveux que sur le pied de ce dernier.

#### Historique

##### Théories quant au commanditaire

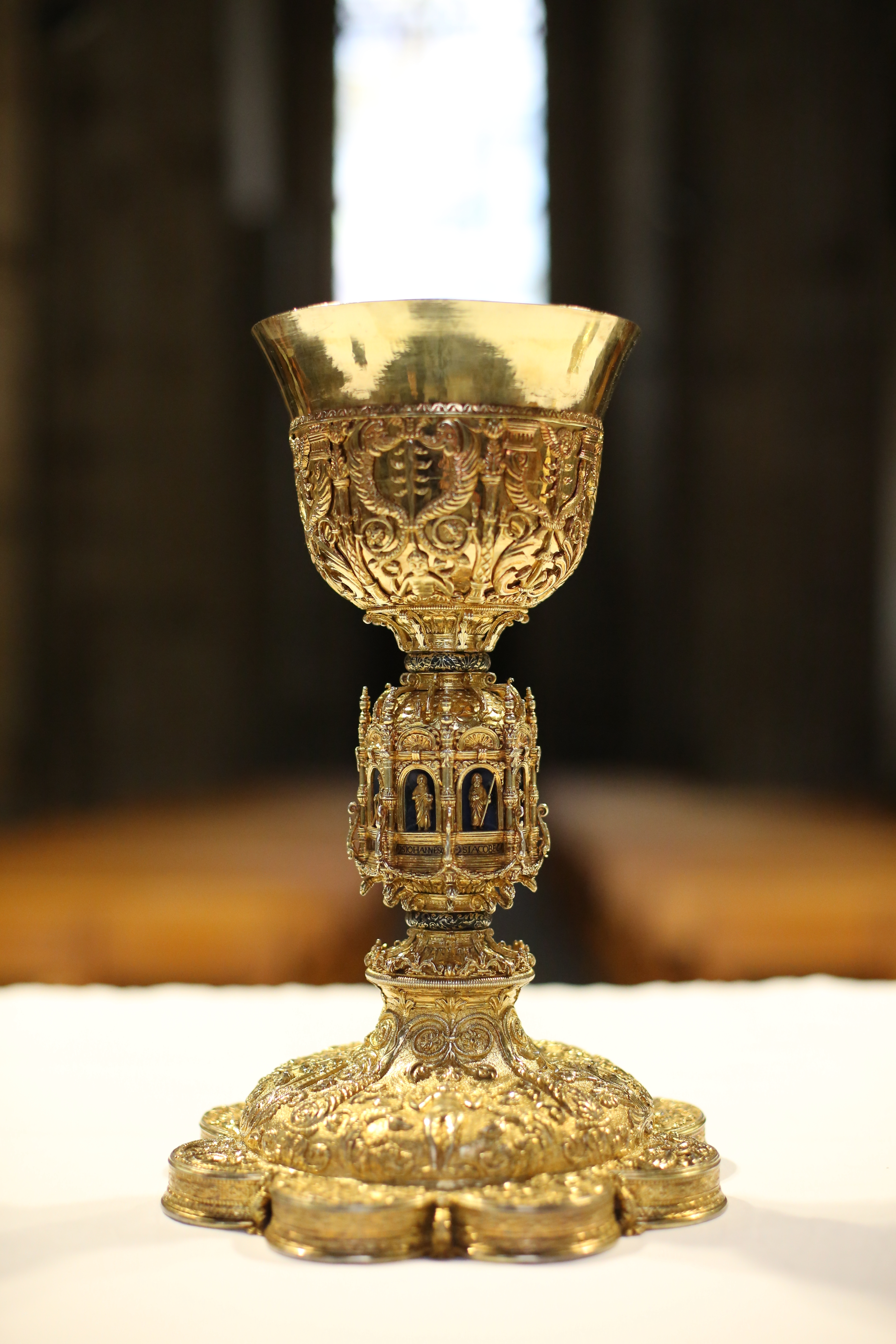
Calice attribué à Guillaume Floch

La reine Anne de Bretagne aurait fait don de ce calice en reconnaissance de la guérison de son œil malade, lors du pèlerinage qu'elle fit à Saint-Jean-du-Doigt en 1506. Le voyage est étudié par Albert le Grand dans La vie des saints de la Bretagne-Armorique (1837), où les textes d'époque racontent que « sa majesté donna le cristal où [la relique du doigt de saint Jean] fut enchâssée, un grand calice d'argent doré, des arceaux, chandeliers et encensoirs d'argent blanc [...] ». Le calice est mentionné dans un inventaire du 7 avril 1607. Jacques Cambry, lors de son Voyage en Finistère, voit le calice. Il estime alors avoir retrouvé le calice de la reine Anne qui était cru perdu à la suite de la Révolution française.
La première mention d'une étude du calice date de début septembre 1835. Prosper Mérimée, inspecteur général des monuments historiques, visite Saint-Jean-du-Doigt et examine le trésor. Concernant le calice, qu'il juge « remarquable », il y voit un assemblage de pièces hétérogènes, dont la coupe et la fausse coupe ont été retravaillées pas un orfèvre au temps de Louis XIII, le reste datant de la Renaissance.
Alfred Darcel, qui étudie le calice en 1860 à l'occasion de ses vacances, estime plausible que le calice ait été offert par la « bonne duchesse », tout en notant bien que la description rapportée par le Grand est « fort vague » et que de nombreux objets et constructions de toutes époques lui sont attribués de par la Bretagne. Mais Darcel n'est pas vraiment convaincu par cette théorie quand il étudie le style du calice. Il estime qu'il s'agit d'un assemblage de pièces différentes, identifiées, par comparaisons, comme étant de style renaissance italienne. Il existe effectivement des similitudes avec des pièces florentines d'avant 1520, notamment l'ostensoir du reliquaire du Libretto de la cathédrale de Florence.
L'omniprésence de dauphins sur le décor laisse de nombreuses questions en suspens quant à un possible hommage à François Ier, dauphin de France de 1515 à 1547 et dont le médaillon de la patène semble reprendre effigie ; ou, avec la Nativité de la patène, au Dauphin Henri, petit-fils d'Anne de Bretagne et possible commanditaire du calice. Pour L. Le Guennec, le portrait de François Ier présent sur la patène renforce la piste tardive. Il avance pour origine du calice et de la patène un don de Claude de France, épouse de ce roi et fille d'Anne de Bretagne. Cette hypothèse est mise en doute par Jean Babelon dans son livre L'orfèvrerie française en 1946, et définitivement réfutée en 1982 par Pierre-Marie Auzas, qui estime que le commanditaire de l’œuvre reste inconnu bien que certainement royal. Pour Auzas, une autre piste possible serait un don de François Ier lui-même.
Du fait des caractéristiques techniques et des décors, l'exécution daterait d'après 1520-1530.

##### Identification de l'orfèvre

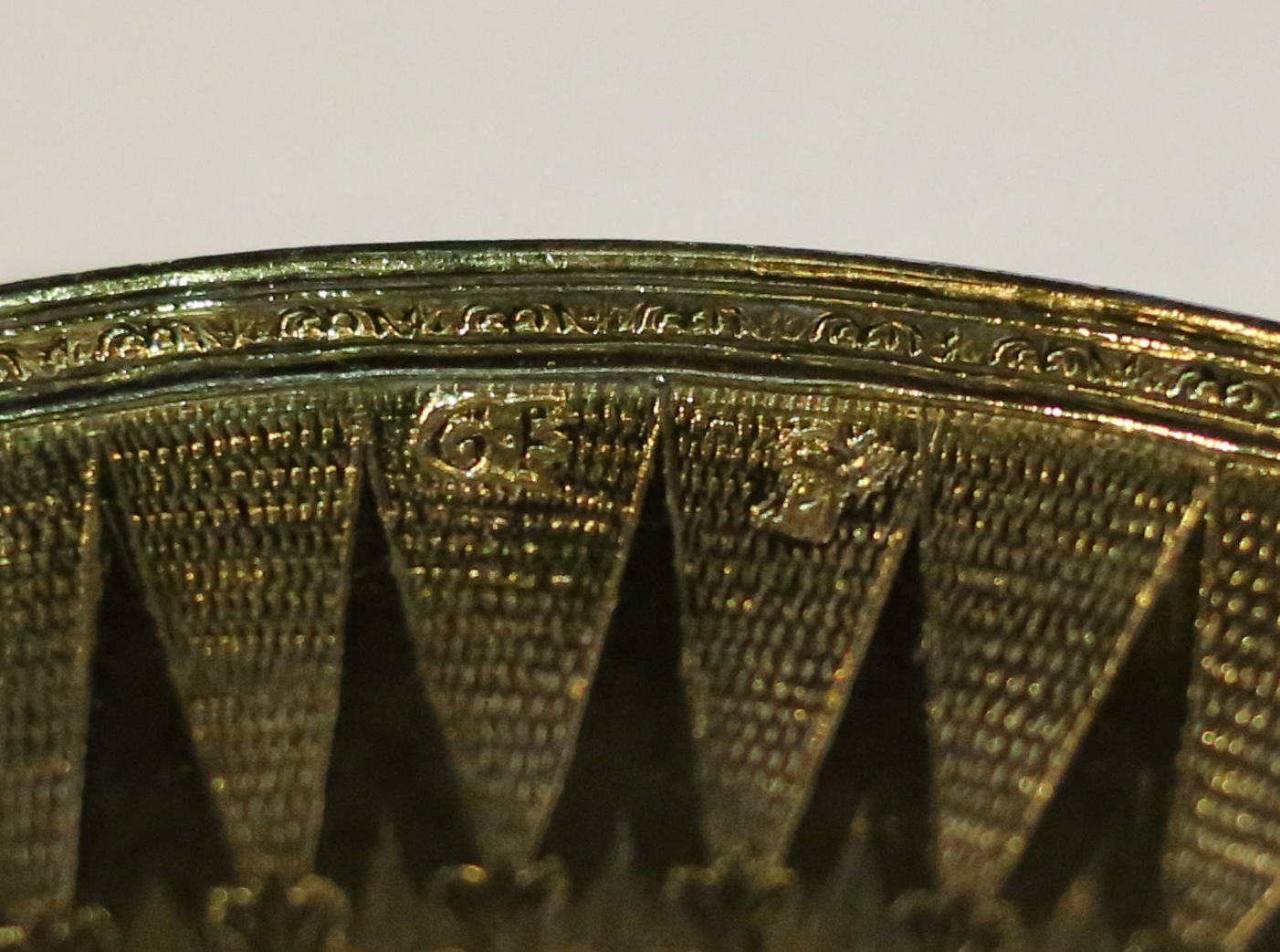
Les lettres « G F », poinçon de Guillaume Floch sur la patène (à gauche).

Deux poinçons figurent sur la patène. Le premier est la lettre « M » surmontée d'une hermine passante (symbole de la Bretagne), le second est composé des deux initiales « G F » séparés par deux points superposés.
Darcel se déclare impuissant pour les identifier, ses recherches étant restées vaines. Léon Palustre attribue alors les poinçons et donc le calice à l'orfèvre quimpérois Guillaume Mocam ou Guillaume Moeam, mentionné en 1517 dans les comptes de la cathédrale. Henri Bourde de La Rogerie reconnaît le M à l'hermine comme le poinçon de contrôle de la communauté d'orfèvres de Morlaix,.
L. Le Guennec fait part de sa découverte concernant l'orfèvre en 1928 : il s'agit de Guillaume Floch, contemporain de François Ier. Le Guennec attribue la patène à Floch, mais également le calice. Les anciens comptes de la collégiale de Notre-Dame du Mur à Morlaix, conservés aux Archives départementales, font mention en 1546 de la commande passée à Floch de deux calices en argent doré, mais Auzas réfute un lien entre cette commande et le calice de Saint-Jean-du-Doigt. Le Guennec estime que le nom de Floch, « jusqu'ici inconnu s'inscri[t] avec honneur au premier rang [des] meilleurs orfèvres français du XVIe siècle. ».
Le calice ne comporte pas de poinçon. Du fait des dimensions semblables et du style assorti, Auzas confirme en 1982 le lien entre calice et patène théorisé par Le Guennec, du fait des « dimensions exceptionnelles », du style et de l'homogénéité de l'ensemble. Cette attribution devenue l'usage.

##### Événements liés au calice et à la patène
Calice et patène sont classés au titre objet des monuments historiques par arrêté du 11 décembre 1893.
Le calice participe à de nombreuses expositions :
- Londres en 1933
- Saint-Malo en 1949 pour le congrès archéologique de Saint-Brieuc
- Paris, Hôtel de Rohan, 1953
- Rennes, 1956
- Vannes, 1961
- Paris, 1965

L'orfèvre Christophe Évellin effectue un nettoyage du calice en juin 2013. Il constate que la dorure, fatiguée, n'est pas celle d'origine et estime que le calice est « l'un des plus beaux calices du XVIe siècle [qui lui a] été donné de voir et de restaurer ».

### Autres pièces
Le trésor comporte d'autres pièces d'orfèvrerie protégées au titre des monuments historiques, dont l'importance historique ou technique reste moindre par rapport aux autres pièces précédemment décrites.

#### Caliceno2et patène
Calice et patène en argent doré et émaux peints, classé au titre objet des monuments historiques le 11 décembre 1893. La datation est incertaine : du XVIe siècle pour la coupe et la tige et du XVIIe siècle pour le pied selon Pierre-Marie Auzas, ou du début du XVIIe siècle pour René Couffon et Alfred Le Bars.

Il présente un pied arrondi à frise de palmettes estampées, un nœud avec huit petits émaux noirs représentant des hommes et une coupe unie évasée. Sa confection est attribuée à François Lapous par Auzas (bien que cela soit incertain pour Couffon et Le Bars) bien que le différent manque pour savoir s'il s'agit du père ou du fils. Auzas de rapporte à un document faisant mention d'un calice fabriqué pour Saint-Jean-du-Doigt en 1647 pour conforter sa théorie. 

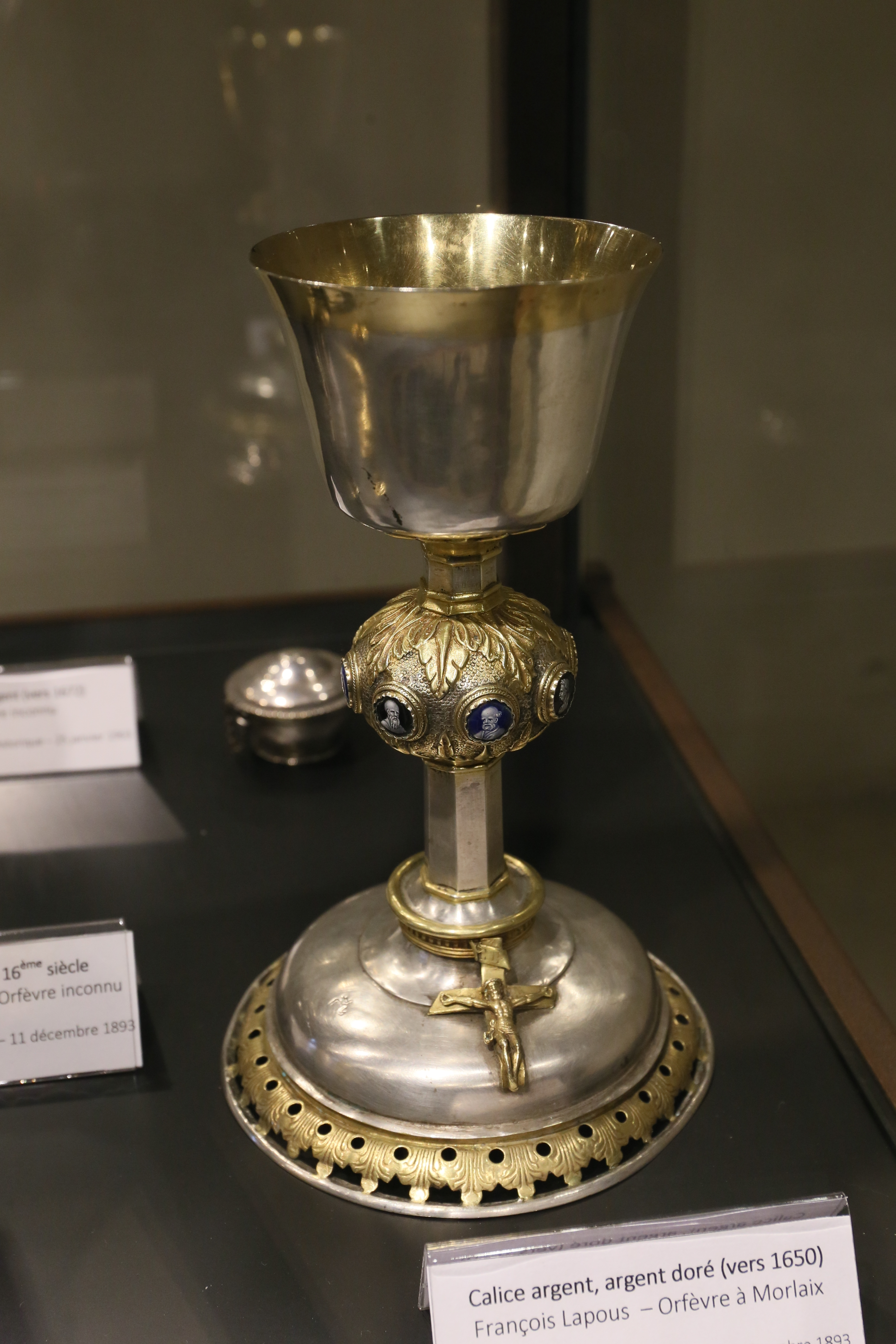
Vue avant.
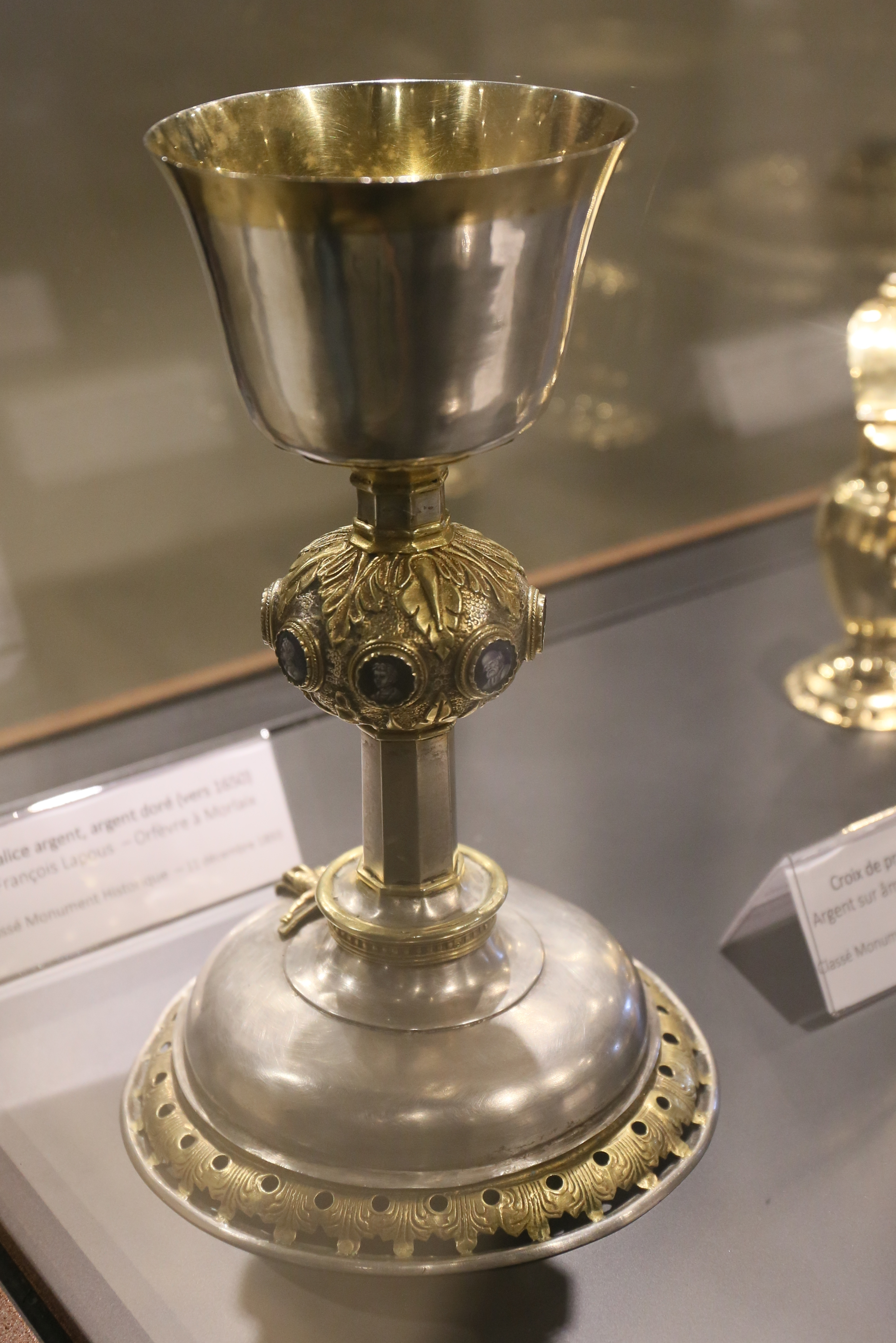
Vue arrière.
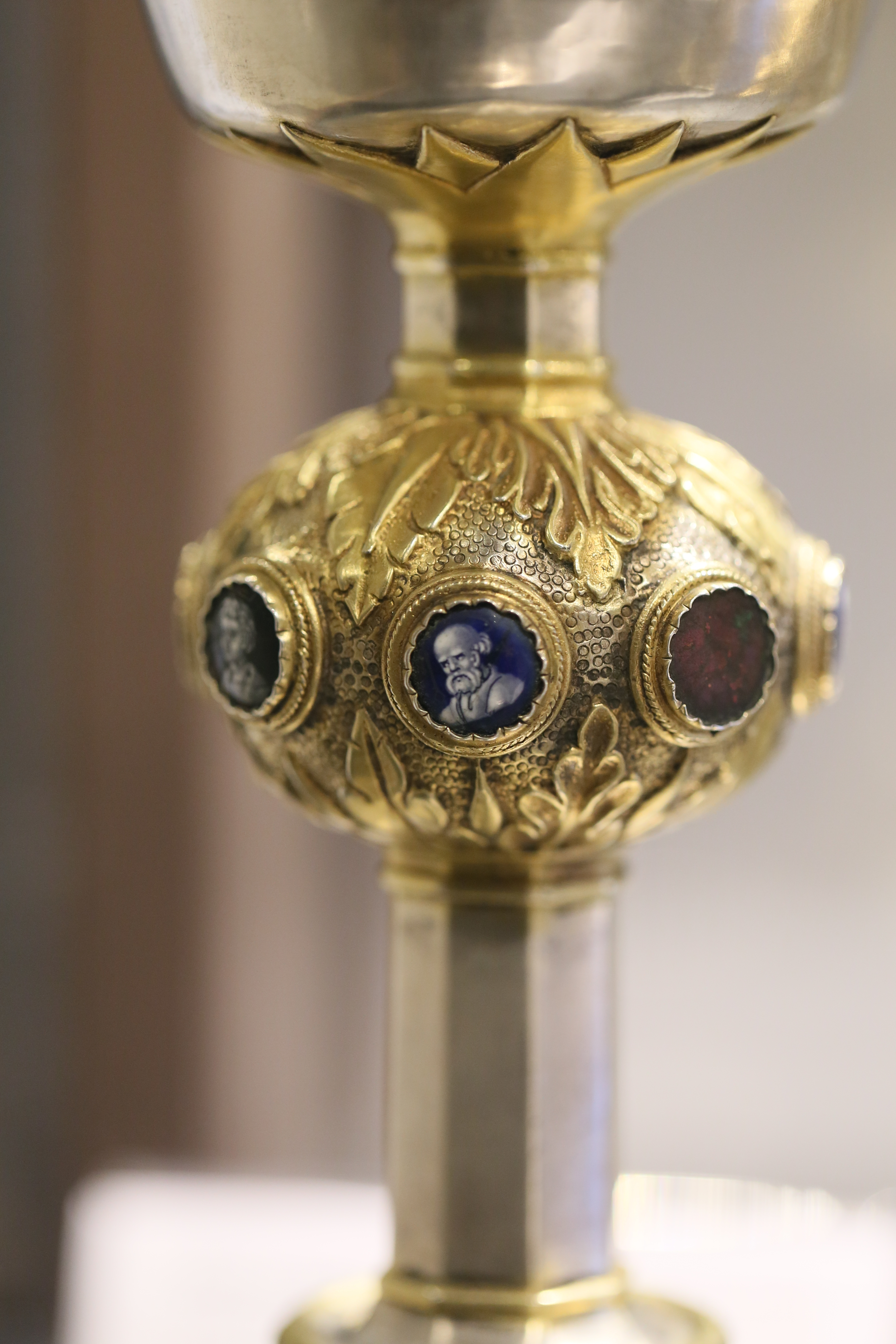
Détail d'un des émaux.

Sa patène est plus ancienne, datée de 1647. Son poinçon, probablement une forme de « 9 », n'est cependant pas clairement identifié.
L'ensemble a été exposé à Vannes en 1961.

#### Croix de procession
Croix de procession en argent fondu, ciselé et repoussé, partiellement dorée, datant de la seconde moitié du XVIe siècle. Elles présente des branches plates, terminées chacune par un quadrilobe.
Elle ne figure pas dans l'inventaire de 1569, et serait antérieure à 1584. Léon Palustre la rapproche de celle de Guengat, datée de 1584, ce qui surprend Auzas qui les trouve différentes.
Décorée de rinceaux reconnus « d'une extrême finesse » tant par Albert Le Grand que par Jean-Marie Abgrall, elle présente sur sa face avant la Vierge Marie et Saint-Jean-Baptiste, placés sur les consoles. Les quatre évangélistes sont présentés au bout des branches de la croix. Le titulus est manquant, et Auzas faire remarquer la présence d'une petite vierge à l'enfant dans une niche située en dessous des pieds du Christ.
Au dos, un saint Jean-Baptiste est présent dans une niche et la Trinité dans un médaillon carré central. Ces deux éléments ont été vus par tous les descripteurs, à qui Auzas reproche de ne pas avoir vu les médaillons des quadrilobes : l'un présente à nouveau l'image de Jean-Baptiste, une double représentation qualifiée de « exceptionnelle » par Auzas. Les trois autres représentations dans les quadrilobes ne sont pas identifiés, sans doute des Évangélistes ou des Docteurs de l'Église.

Pour Auzas la croix est de type finistérien. Elle est classée au titre objet des monuments historiques le 11 décembre 1893. Elle est restaurée en 1895, 1959 (pour le saint Jean-Baptiste seul) et en 1970-1971.

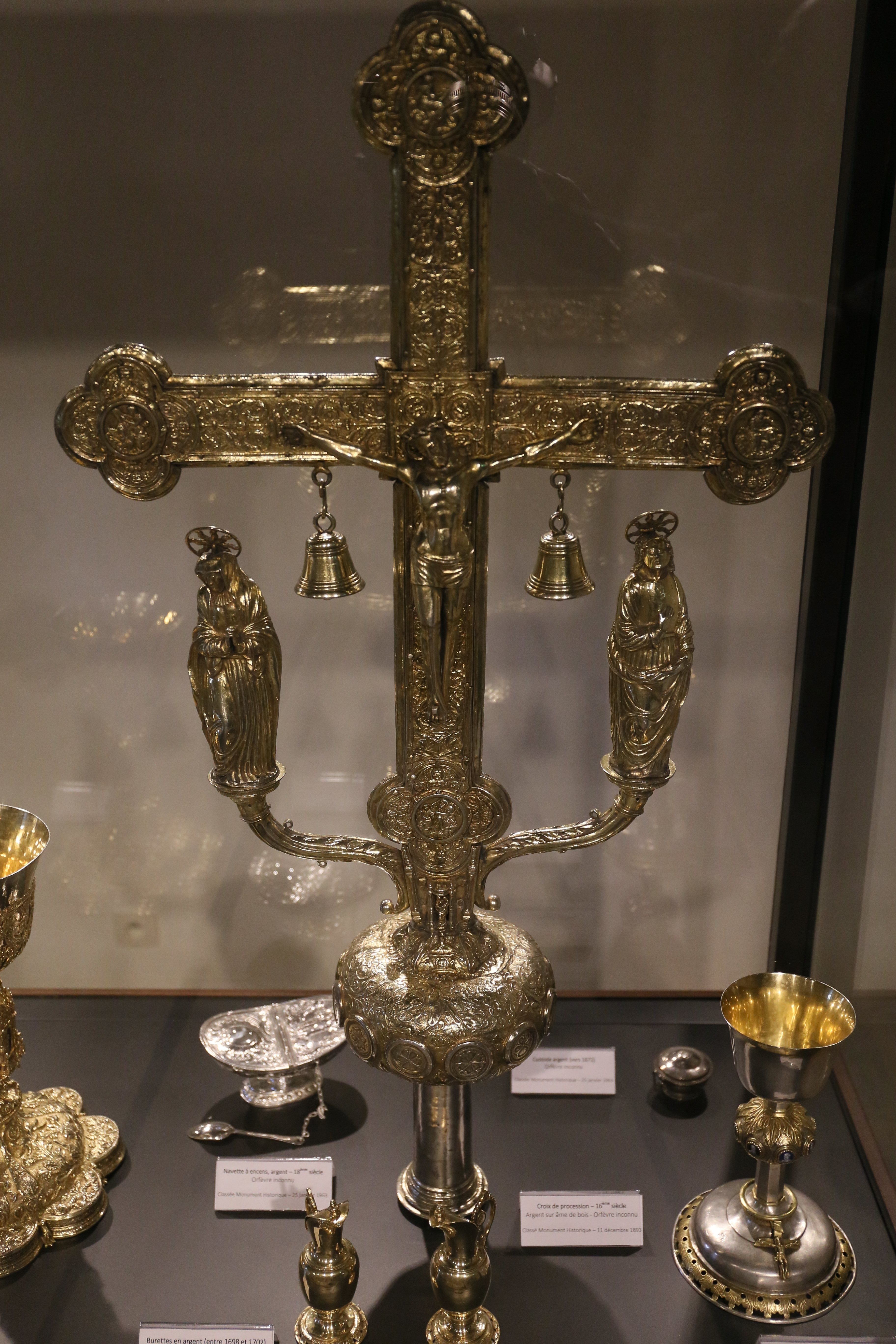
La croix de procession.
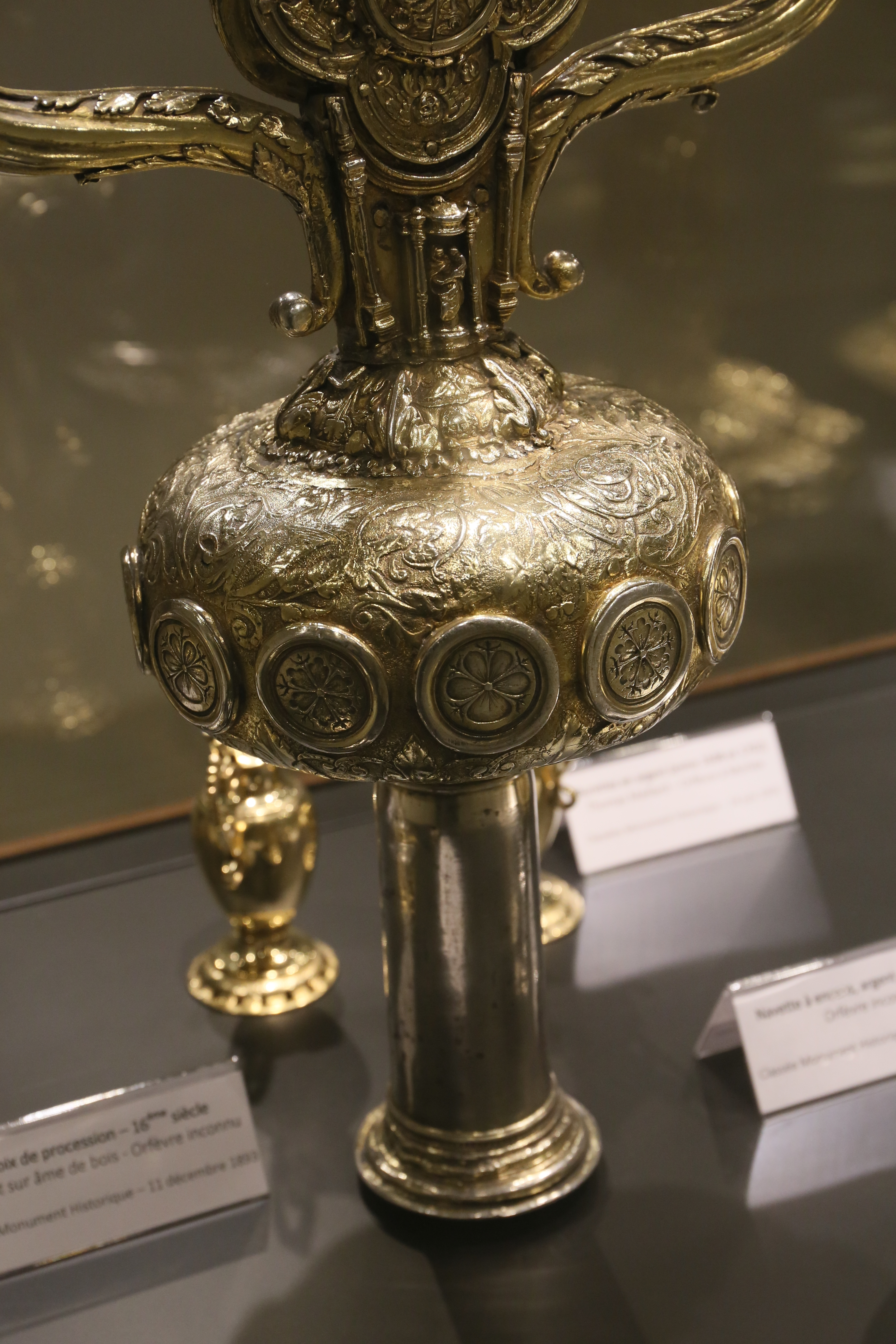
Détail du nœud.
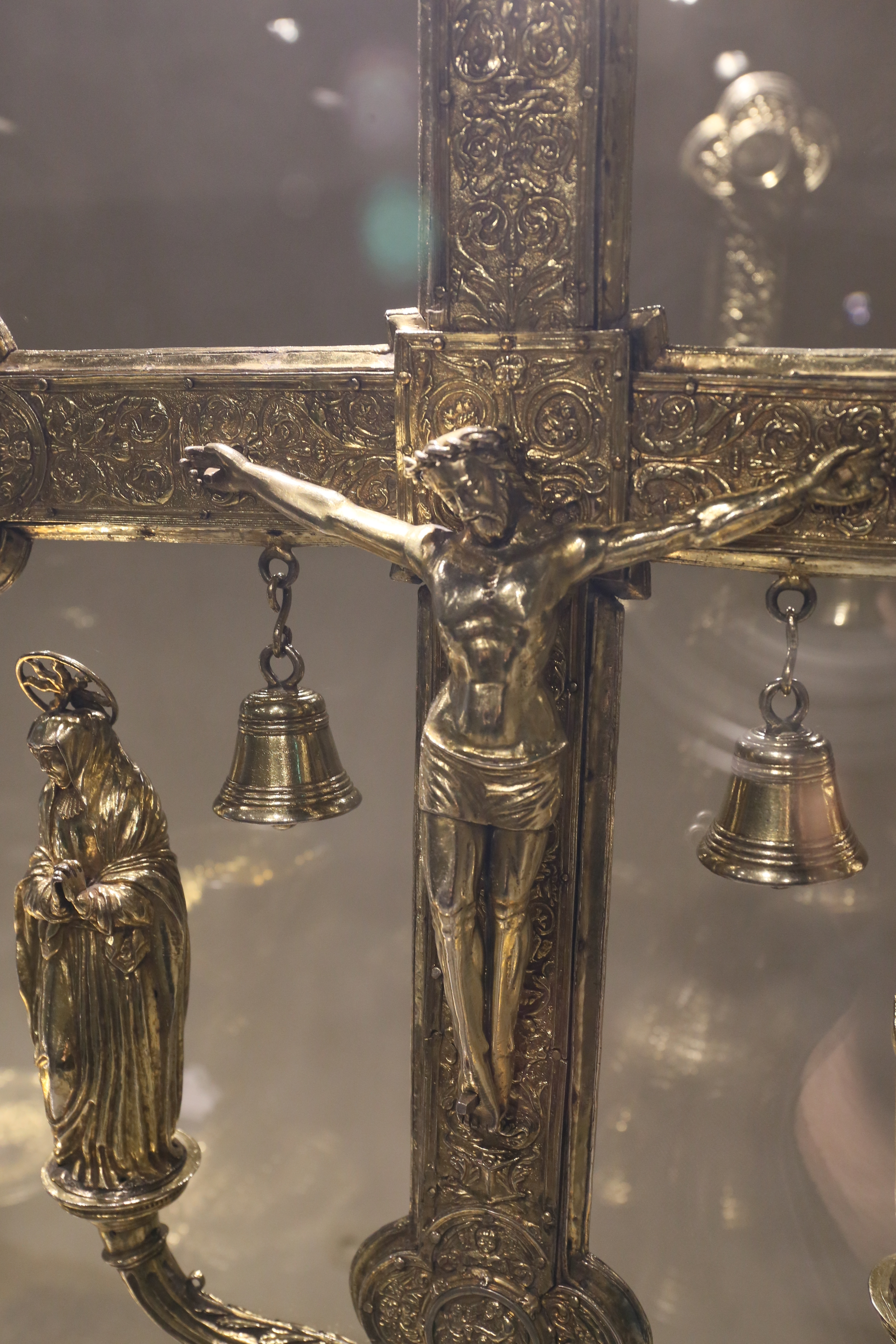
Détail du Christ.
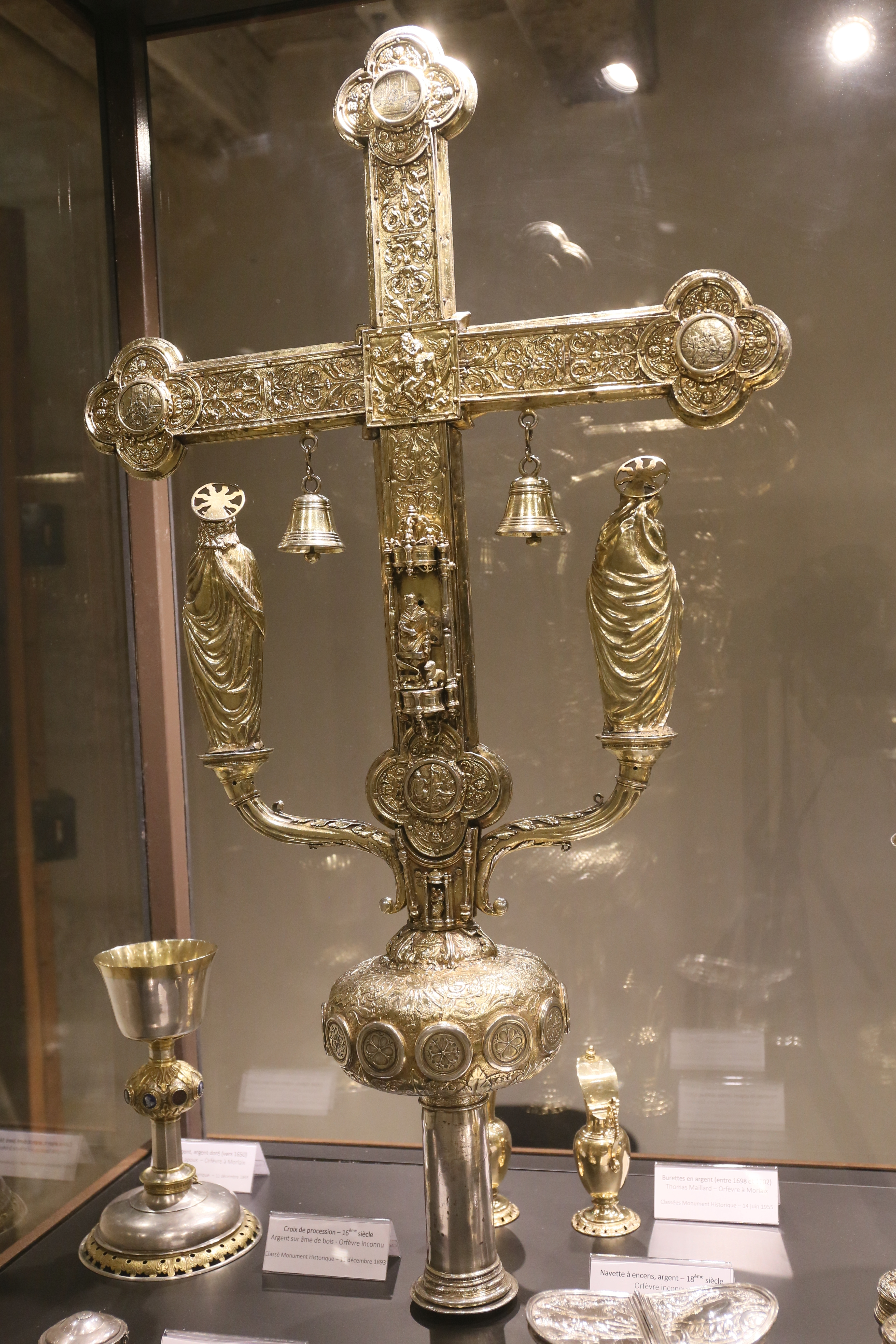
Arrière de la croix.

#### Burettes

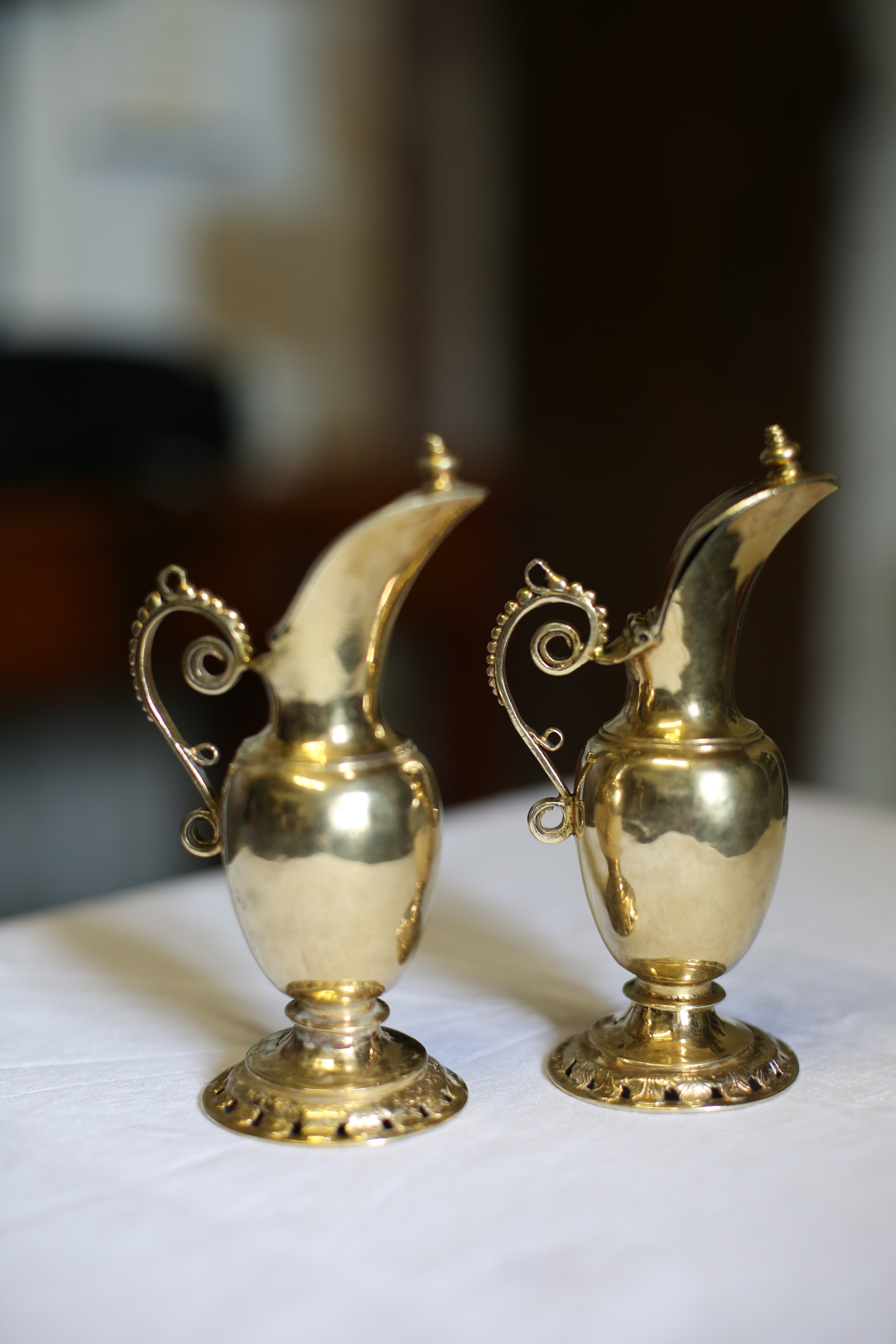
Burettes en argent vermeillé.

Une paire de burettes en argent vermeillé en forme d'aiguières aux pieds à frise à palmettes, classées au titre objet des monuments historiques le 14 juin 1955.
Leur auteur est sujet à questionnement. Pierre-Marie Auzas attribue les burettes et le plateau à Antoine-Louis Montalant, orfèvre actif à Pontivy puis Vannes au XVIIIe siècle, du fait de la présence de poinçons — cependant partiellement effacés. Pour Couffon et Le Bars, il s'agit d'une œuvre de Thomas Maillard, datant de la seconde moitié du XVIIe siècle.
Lors de sa visite en 1981, Auzas note que le plateau des burettes est manquant. Mais la publication de Couffon et Le Bars, faite en 1988, indique qu'un plateau les accompagne.

#### Ostensoir
Ostensoir en argent doré présentant un pied ovale à frise d'acanthes et quatre têtes d'anges, surmonté d'une haute tige à double nœud, la lunule est entourée de rayons de soleil alternativement noirs et flamboyants.
Trois poinçons sont visibles sous le pied :
- le poinçon de maître de Thomas Maillard (attribution faite par le Bars et Couffon[Couffon 1],[Auzas 18]) ;
- un poinçon de charge ou de décharge ;
- un poinçon « MA » surmonté d'une hermine héraldique[Auzas 17], identifiant la jurande de Morlaix (poinçon insculpé le 28 octobre 1697)[OBB 5].

Ces poinçons permettent de dater l'œuvre comme étant de 1698. Un autre poinçon est également présent sous le Christ comme sous le pied, « M » couronné avec un point entre le M et la couronne ainsi que de part et d'autre de celle-ci, identifié par Auzas comme pouvant être un poinçon de charge.

Cet ostensoir est classé au titre objet des monuments historiques le 14 juin 1955. Il a fait l'objet d'une réparation en 1961.

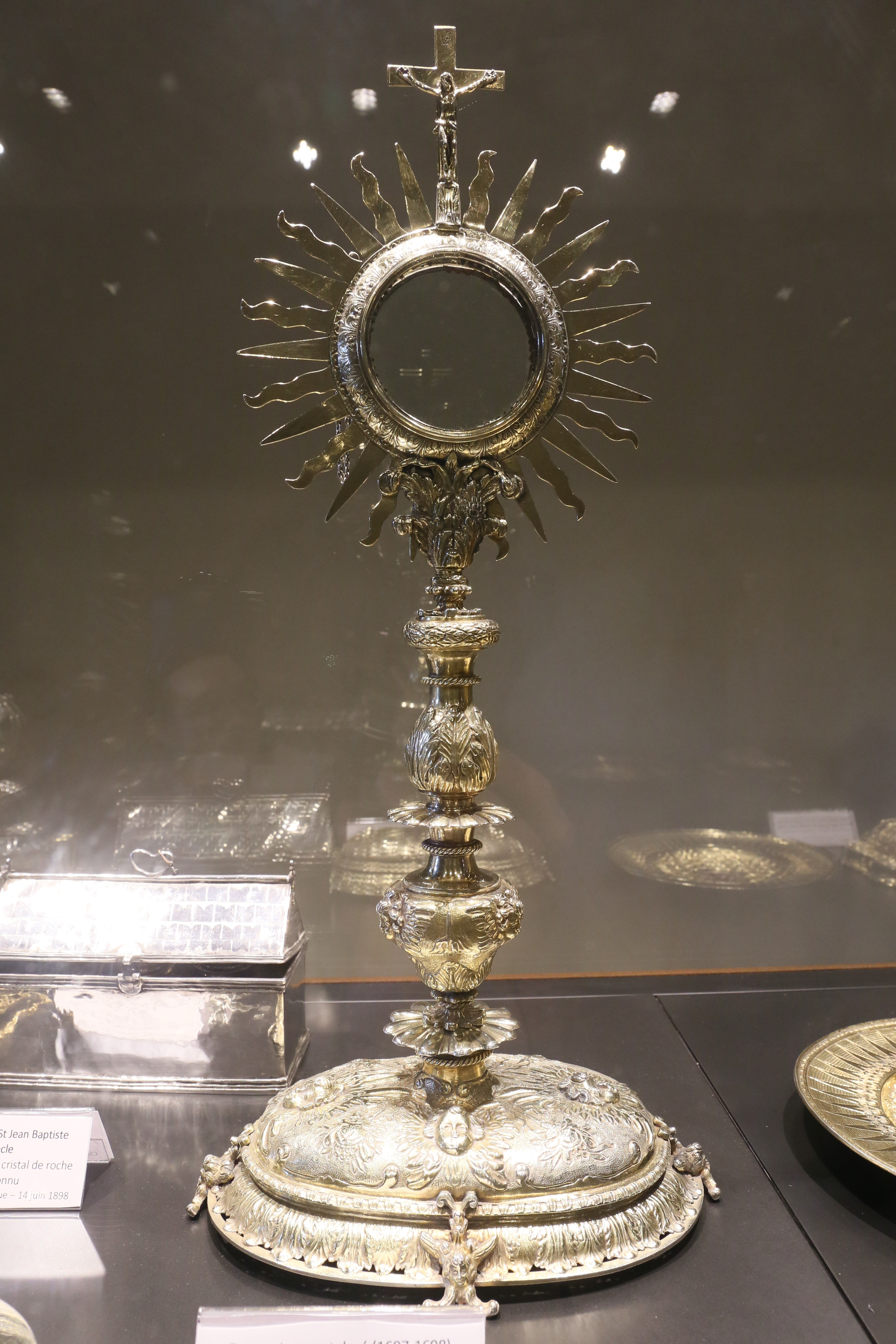
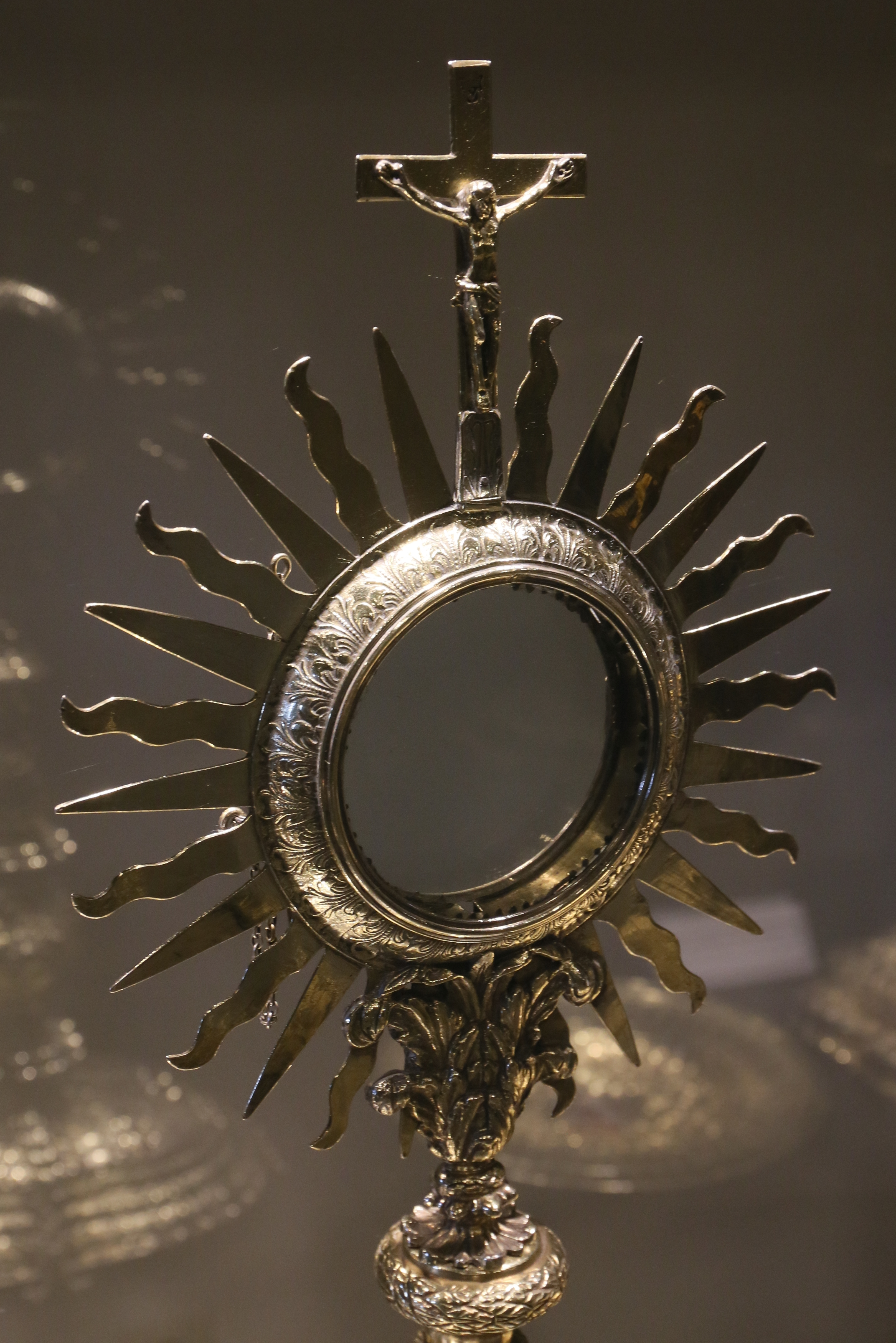
Avant
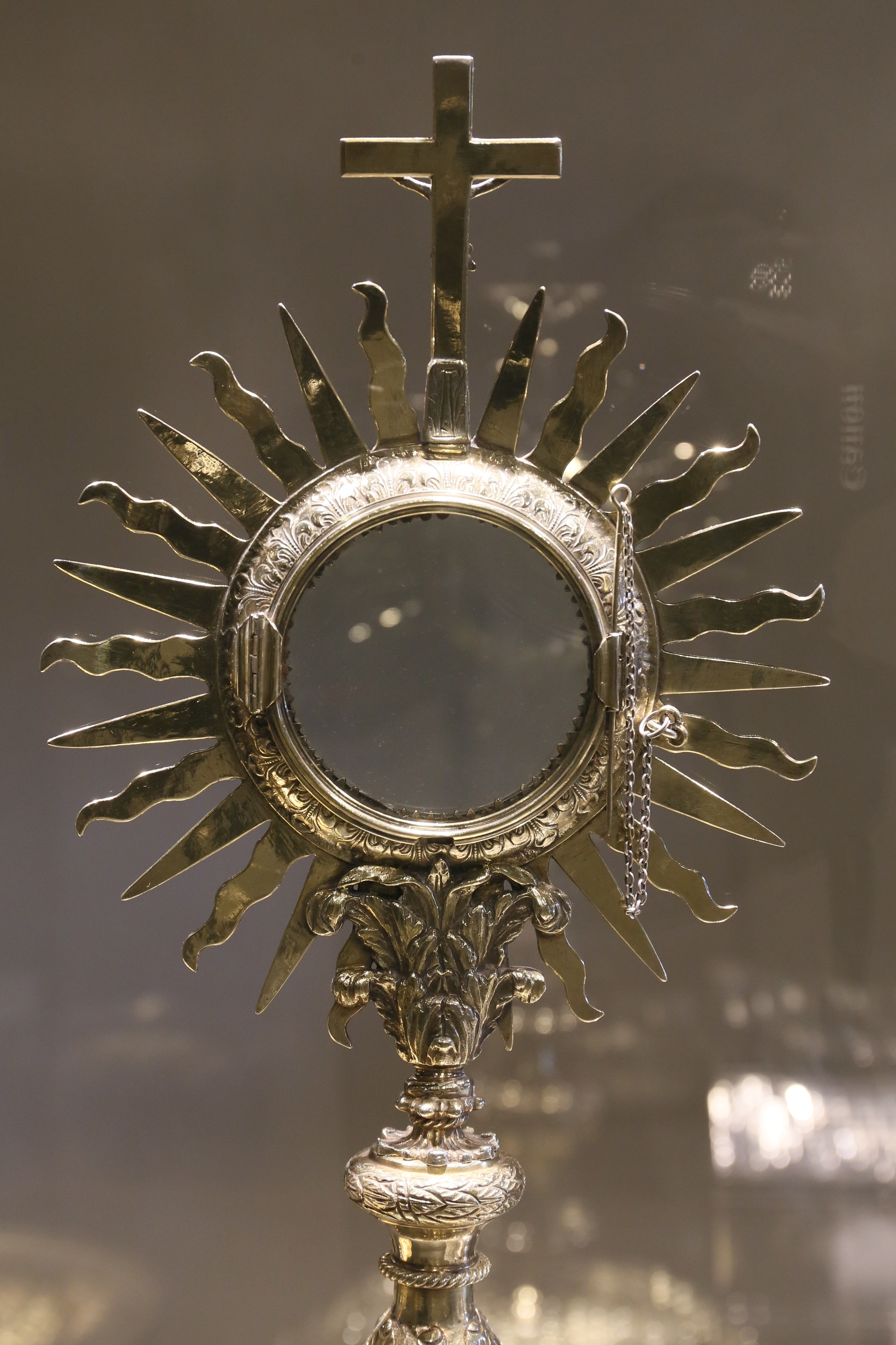
Arrière

#### Calice n°4 et patène
Un calice et sa patène, en argent partiellement vermeillé, datant du XVIIIe siècle, présentant un pied rond à décor de volutes, un nœud et une fausse-coupe à volutes, classé au titre objet des monuments historiques le 14 juin 1955.

#### Coffret aux saintes huiles

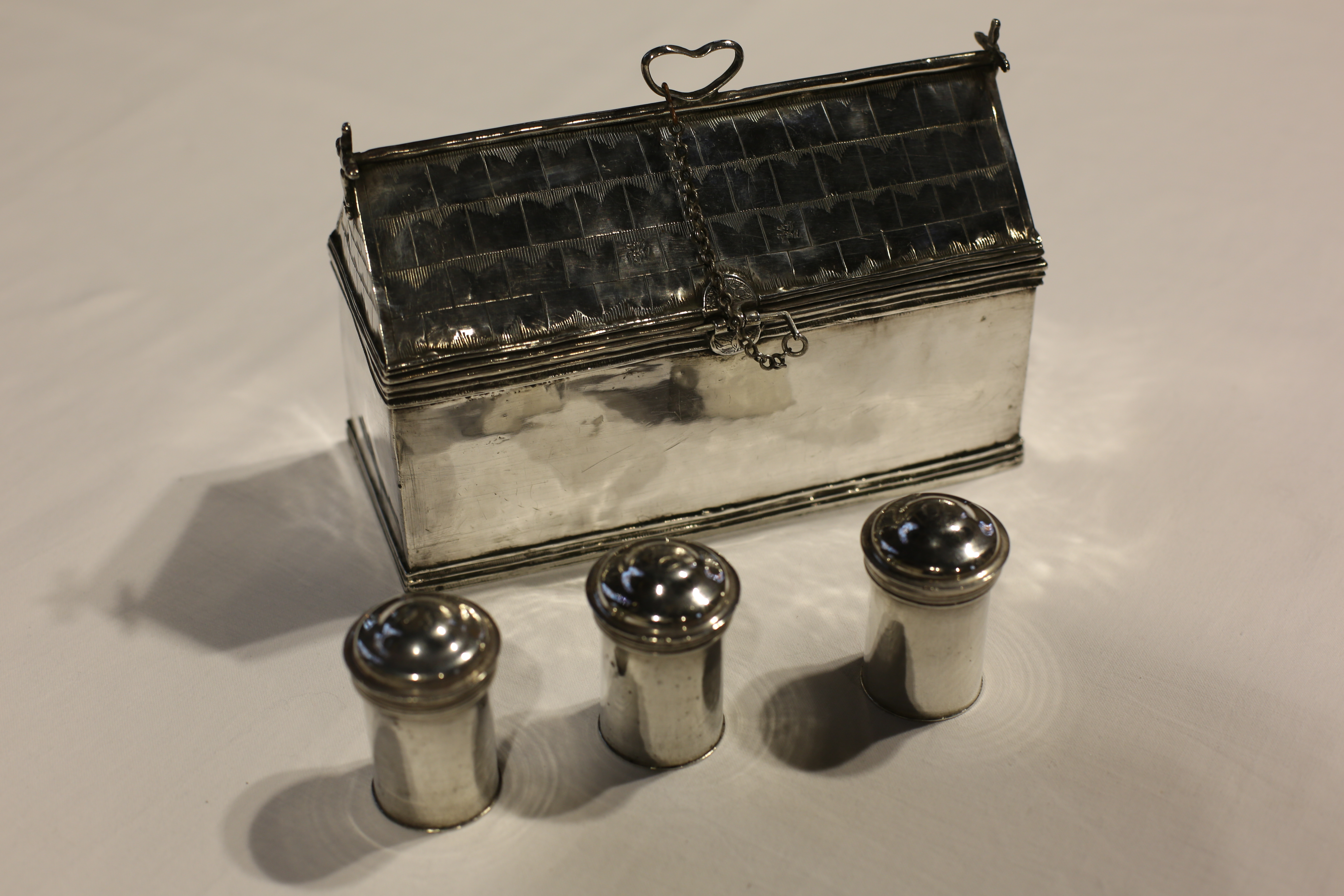
Coffret aux saintes huiles et ses trois ampoules.

Coffret aux saintes huiles en argent, du début du XVIIe siècle ou du XVIIIe siècle, portant le poinçon de maître de François Lapous père ou fils, classé au titre objet des monuments historiques le 14 juin 1955.
La boîte est fermée par un couvercle représentant un toit, décoré d'un anneau et de deux croix. Il est relié au corps de la boîte par une charnière à goupille d'un côté et par deux crochets de l'autre.

#### Pied de calice
Un pied de calice en argent (XVIIe siècle), portant un poinçon de Thomas Maillard. Classé au titre objet des monuments historiques le 25 janvier 1963.

#### Calice n°3 et patène
Un calice et sa patène, en argent partiellement vermeillé, datant du XVIIIe siècle, présentant un pied rond à frise godronnée et une tige à nœud-balustre portant plusieurs poinçons lisibles (« C.G.V. » pour Claude Barbe Guillou, veuve Denis de La Chèze, orfèvre à Morlaix), classé au titre objet des monuments historiques le 25 janvier 1963.

#### Ciboire des malades à custode
Un ciboire des malades à custode (XVIIIe siècle), en forme de coupe, argent et vermeil, portant un poinçon « A » couronné encadré de trois fleurs de lys, classé au titre objet des monuments historiques le 25 janvier 1963.

#### Ciboire des malades à custode pédiculée
Un ciboire des malades à custode-pédiculée (XVIIIe siècle) portant au revers l'inscription « A. SAINT. JEAN », classé au titre objet des monuments historiques le 25 janvier 1963.

#### Navette à encens

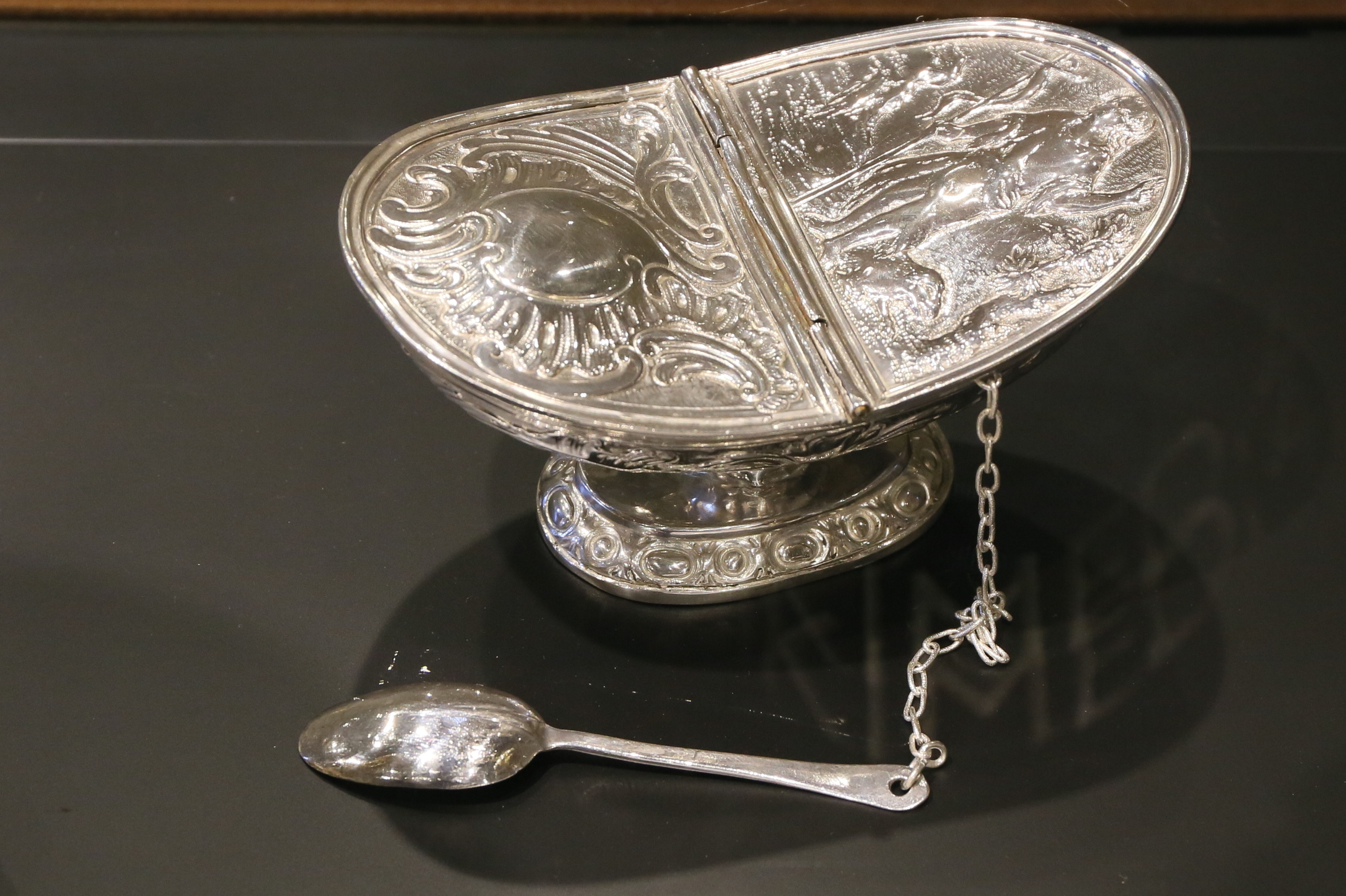
Navette à encens

Une navette à encens en argent partiellement vermeillé, classée au titre objet des monuments historiques le 25 janvier 1963. Faute de poinçons visibles, l’orfèvre n'est pas connu.

#### Seau à aspersion

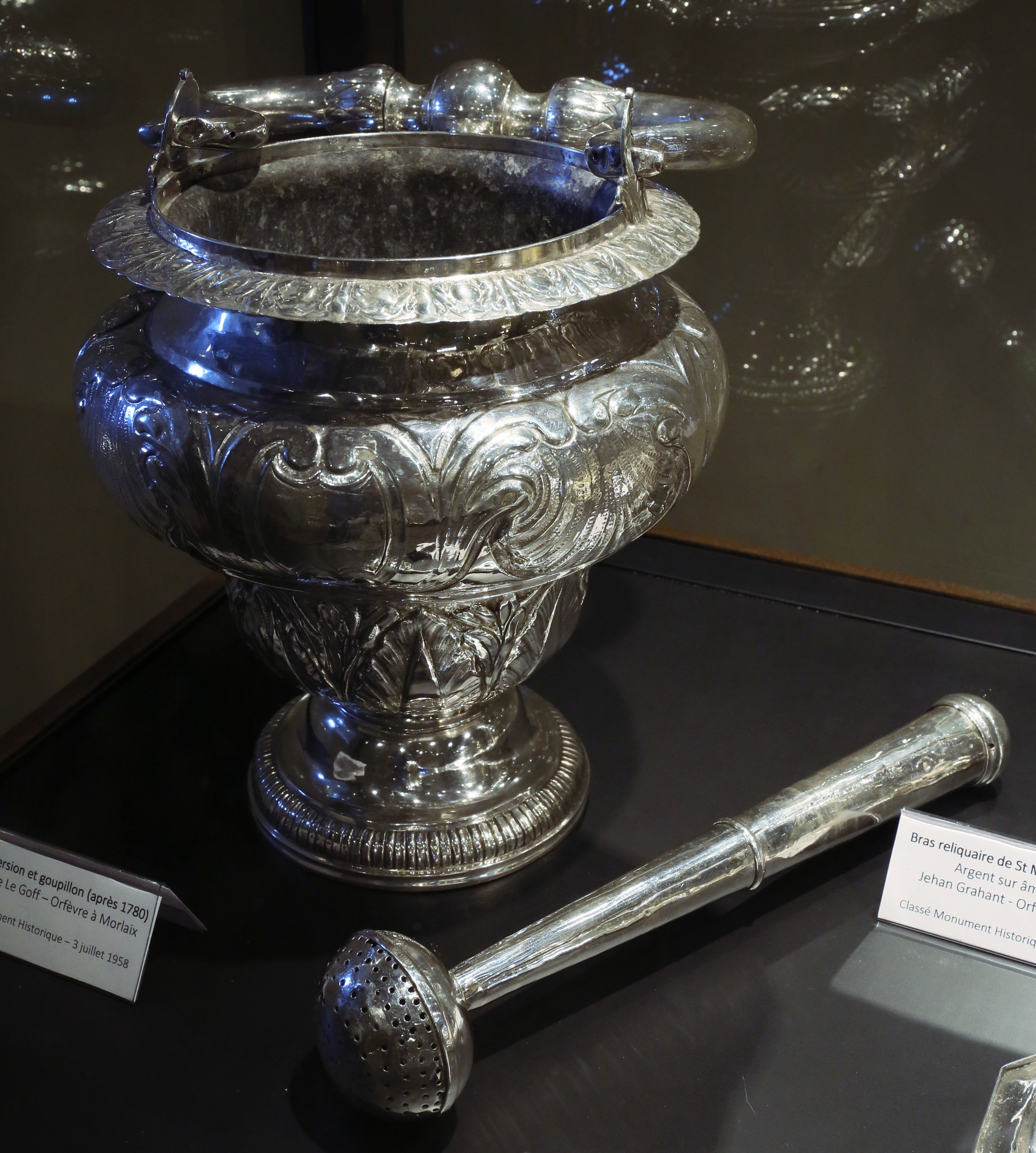
Seau à aspersion

Seau à aspersion avec son goupillon en argent, portant le poinçon « I.P.G. » de J.-P. Le Goff, orfèvre à Morlaix dans la seconde moitié du XVIIIe siècle, classé au titre objet des monuments historiques le 3 juillet 1958.

#### Ciboire en argent
Un ciboire en argent repoussé de l'époque Louis XIV, portant trois poinçons, dont le poinçon de maître de Thomas Maillard, orfèvre de Morlaix. Classé au titre objet des monuments historiques le 4 novembre 1912, ce ciboire disparaît lors de l'incendie du 5 novembre 1955.
La base Mérimée mentionne un autre ciboire en argent de l'époque Louis XIV, classé au titre objet des monuments historiques le 14 juin 1955, mais selon Auzas, Couffon et Le Bars, seul le ciboire protégé en 1912 a disparu dans l'incendie.

#### Cuve baptismale
Une cuve baptismale en plomb, de 35 centimètres de diamètre, datant de la fin du XVe siècle. Elle présente deux anses pour être portée et un décor à bandes ornées de rosaces. Elle fait l'objet d'un classement au titre objet des monuments historiques par arrêté du 3 juillet 1958.
Bien que réalisée dans un matériau non-précieux, Pierre-Marie Auzas rattache la cuve au trésor, notant qu'elle « [mérite] de bénéficier de soins particuliers, comme les autres pièces de ce trésor ». Elle a été présentée en 1961 en exposition à Vannes.